# Isabel II do Reino Unido
Isabel II (em inglês:  Elizabeth II, nascida Elizabeth Alexandra Mary; Londres, 21 de abril de 1926 – Castelo de Balmoral, Aberdeenshire, 8 de setembro de 2022), foi Rainha do Reino Unido e dos Reinos da Comunidade de Nações de 1952 até sua morte em 2022. Ela reinou em 32 estados independentes durante a sua vida, 14 dos quais até à data da sua morte. Foi igualmente chefe da Commonwealth, uma grande organização governamental composta por 53 países independentes, sendo também a primeira monarca feminina soberana da Casa de Windsor, Governadora Suprema da Igreja da Inglaterra e Comandante Suprema das Forças Armadas do Reino Unido. Em alguns de seus outros Estados soberanos, possuía o título de Defensora da Fé. O papel político de Isabel II abrangeu grandes áreas, com funções constitucionais significativas, sendo representante ativa da sua nação perante o mundo, com uma popularidade pessoal que tornou um dos ícones notáveis que remetem à cultura britânica.
Nasceu na área de Mayfair, em Londres, sendo a primeira filha do duque e da duquesa de Iorque, mais tarde rei Jorge VI e rainha Isabel. O seu pai subiu ao trono em 1936 após a abdicação do irmão, Eduardo VIII, tornando a princesa Isabel na herdeira presuntiva do trono britânico. Isabel foi educada particularmente em casa, começando a exercer funções públicas durante a Segunda Guerra Mundial, servindo no Serviço Territorial Auxiliar. Em novembro de 1947, casou-se com Filipe Mountbatten, ex-príncipe da Grécia e da Dinamarca, em um casamento que durou 73 anos até a morte de Filipe em 2021. Tiveram quatro filhos: Carlos III do Reino Unido; Ana, Princesa Real; o príncipe André, Duque de Iorque; e o príncipe Eduardo, Duque de Edimburgo.
Quando o seu pai morreu, em fevereiro de 1952, Isabel, então com 25 anos, tornou-se rainha reinante de sete países independentes dos Reinos da Comunidade de Nações: Reino Unido, Canadá, Austrália, Nova Zelândia, África do Sul, Paquistão e Ceilão, bem como a chefe da Commonwealth. Reinou como monarca constitucional por meio de grandes mudanças políticas, como os problemas na Irlanda do Norte, a devolução no Reino Unido, a descolonização de África e a adesão do Reino Unido às Comunidades Europeias e a retirada da União Europeia. O número de seus reinos variou ao longo do tempo à medida que os territórios conquistaram a independência e alguns reinos se tornaram repúblicas. As suas muitas visitas e reuniões históricas incluem visitas de Estado à República Popular da China em 1986, à Federação Russa em 1994, à República da Irlanda em 2011 e visitas de ou para cinco papas.
Na sua vida pessoal destacam-se os nascimentos e casamentos de seus filhos e netos, a investidura do Príncipe de Gales e a celebração de marcos como seus jubileus de Prata em 1977, Ouro em 2002 e Diamante em 2012. Momentos de dificuldade incluem a morte do seu pai aos 56 anos, o assassinato de Louis Mountbatten, tio do príncipe Filipe, o fim dos casamentos dos filhos em 1992 — ano que a própria rainha classificou como annus horribilis —, a morte em 1997 de Diana, Princesa de Gales, ex-mulher de Carlos, e as mortes de sua irmã e mãe em 2002. Isabel ocasionalmente enfrentou movimentos republicanos e pesadas críticas à família real, porém o apoio à monarquia e sua popularidade pessoal permaneceram altos até ao fim de sua vida. Em 6 de fevereiro de 2022, Isabel II celebrou 70 anos de reinado, sendo a única monarca britânica a celebrar um Jubileu de Platina. A partir de 12 de junho do mesmo ano, passou a ocupar a segunda posição entre os monarcas com reinados mais longos, atrás apenas do rei Luís XIV (da França — este com 72 anos e 110 dias de reinado). Foi também a monarca reinante mais idosa de todos os tempos. Durante o seu reinado convidou 15 primeiros-ministros a formar governo, a última, Liz Truss, dois dias antes de morrer. Isabel II morreu em 8 de setembro de 2022, no Castelo de Balmoral, em Aberdeenshire, na Escócia, sendo sucedida no trono por seu primogênito, Carlos III do Reino Unido.

## Início de vida
Isabel foi a primeira filha do príncipe Alberto, Duque de Iorque, e da sua mulher, Isabel Bowes-Lyon. O seu pai era o segundo filho dos reis Jorge V do Reino Unido e Maria de Teck, e a mãe a filha mais nova do aristocrata escocês Claude Bowes-Lyon, 14.º Conde de Strathmore e Kinghorne. Nasceu de cesariana às 2h40min do dia 21 de abril de 1926 na casa do avô materno em Mayfair, Londres, sendo batizada a 29 de maio por Cosmo Lang, Arcebispo de Iorque, na capela do Palácio de Buckingham. Os padrinhos foram o rei e a rainha, o avô materno, o tio-bisavô paterno, príncipe Artur, Duque de Connaught e Strathearn, e a tia paterna, Maria, Princesa Real, e a tia materna Mary Elphinstone. Foi nomeada Isabel em homenagem à mãe, de Alexandra como a bisavó paterna, falecida seis meses antes, e Maria como a avó paterna. A família chamava-a de "Lilibet". Jorge V adorava-a, e as visitas de Isabel foram creditadas pela imprensa e pelos biógrafos como um dos fatores que ajudaram na sua recuperação durante uma séria doença em 1929.
A sua única irmã, Margarida, nasceu quatro anos depois. As duas princesas foram educadas em casa sob a supervisão da mãe, e da governanta, Marion Crawford, casualmente conhecida como "Crawfie". As aulas concentravam-se em história, línguas, literatura e música. Para desalento da família real, Crawford publicou em 1950 uma biografia das infâncias de Isabel e Margarida chamada The Little Princesses. O livro descreve a paixão de Isabel por cavalos e cachorros, a sua disposição metódica e a sua atitude de responsável. Outros ecoaram tais observações: Winston Churchill descreveu a princesa aos dois anos como "uma figura. Ela tem um ar de autoridade e surpreendente reflexividade para uma criança". A sua prima Margaret Rhodes descreveu-a como "uma menina alegre, mas fundamentalmente sensível e bem-comportada".

## Herdeira presuntiva

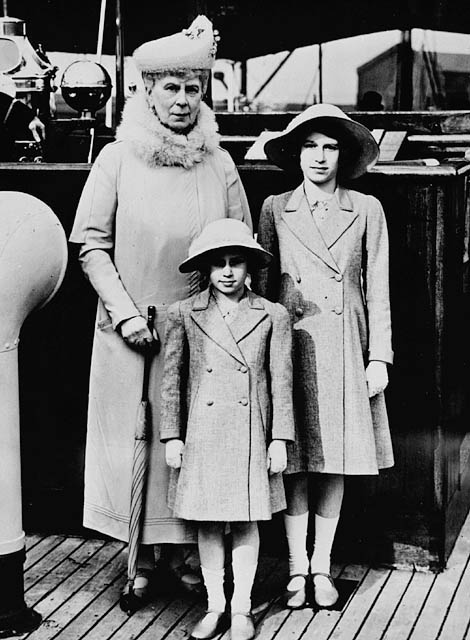
A princesa Isabel (direita) aos treze anos de idade, com sua avó, a rainha Maria de Teck e sua irmã, a princesa Margarida (centro), em 1939.

Durante o reinado do avô, Isabel foi a terceira na linha de sucessão ao trono, depois do tio Eduardo, Príncipe de Gales, e do seu pai. Apesar do seu nascimento ter gerado grande interesse público, não era esperado que se tornasse rainha, uma vez que o Príncipe de Gales ainda era jovem e muitos presumiam que se casaria e teria filhos. Jorge V morreu em 1936 e o tio ascendeu como Eduardo VIII, tendo Isabel ficado em segundo na linha de sucessão, após o pai. Mais tarde no mesmo ano, Eduardo abdicou após a proposta de casamento com Wallis Simpson ter causado uma crise constitucional. O Duque de Iorque tornou-se, assim, rei, com o nome de Jorge VI e Isabel tornou-se a herdeira presuntiva. Se os seus pais tivessem tido um filho varão, Isabel perderia a sua posição como primeira na sucessão já que o seu irmão seria herdeiro aparente e ficaria acima dela na linha de sucessão.
Isabel recebeu aulas de história constitucional com Henry Marten, vice-reitor do Eton College, tendo também aprendido francês com várias governantas francesas. Uma companhia de Guias, a 1º Companhia do Palácio de Buckingham, foi formada especialmente para que pudesse se socializar com meninas de mesma idade. Mais tarde Isabel viria a se matricular como guarda-marinha.
Os pais viajaram pela América do Norte em 1939. Tal como em 1927, quando viajaram pela Austrália e Nova Zelândia, Isabel permaneceu em casa, uma vez que o rei achava que era muito pequena para assumir funções públicas. A criança "pareceu chorosa" quando seus pais partiram. Correspondiam-se frequentemente, tendo realizado o primeiro telefonema real transatlântico a 8 de maio.

### Segunda Guerra Mundial
O Reino Unido entrou na Segunda Guerra Mundial em setembro de 1939. Durante a guerra, Londres foi alvo frequente de bombardeios aéreos e muitas das crianças londrinas foram evacuadas. Lorde Douglas Hogg, 1.º Visconde Hailsham, sugeriu que as duas princesas fossem evacuadas para o Canadá, o que foi rejeitado pela rainha, que declarou: "As crianças não vão sem mim. Eu não vou partir sem o Rei. E o Rei nunca partirá". As princesas Isabel e Margarida permaneceram no Castelo de Balmoral, Escócia, até o natal, indo então para a Sandringham House em Norfolk. De fevereiro a maio de 1940, viveram na Pousada Real, em Windsor, até mudarem para o Castelo de Windsor onde viveram pela maior parte dos cinco anos seguintes. As princesas encenaram pantomimas nos natais para ajudar o Fundo de Lã da Rainha, que comprava fios para tricotar roupas militares. Em 1940, Isabel, então com quatorze anos, fez a sua primeira transmissão de rádio durante a Children's Hour da BBC, dirigindo-se a outras crianças que haviam sido evacuadas das cidades. Afirmou:
| “ | Estamos tentando fazer tudo o que pudermos para ajudar os nossos valentes marinheiros, soldados e aviadores, e também estamos tentando suportar a nossa quota de perigo e tristeza da guerra. Sabemos, cada um de nós, que no final tudo ficará bem. | ” |

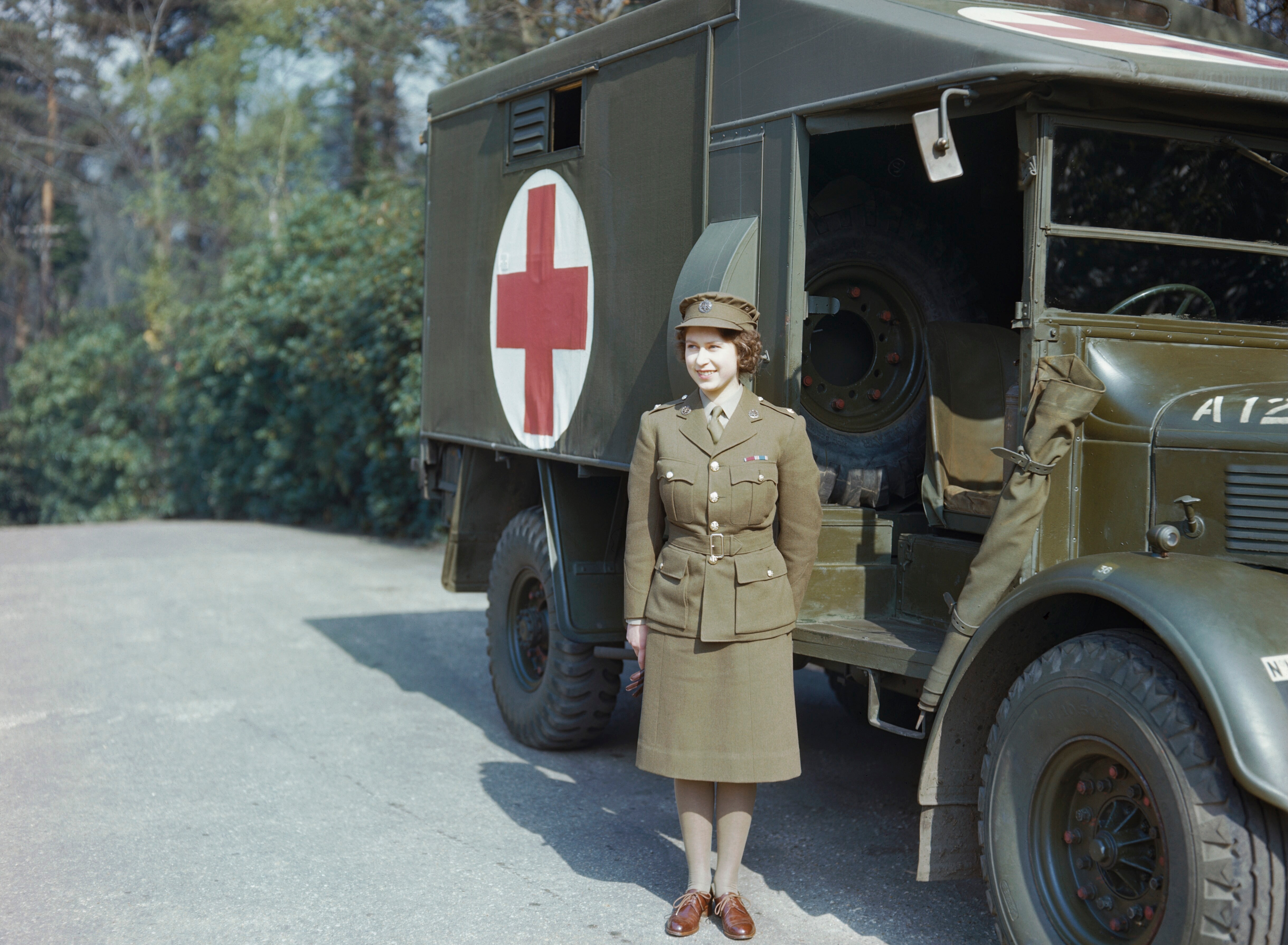
Isabel aos dezenove anos (abril de 1945) com uniforme do Serviço Territorial Auxiliar

Em 1943, aos dezesseis anos de idade, Isabel fez a sua primeira aparição pública sozinha ao visitar os Grenadier Guards, dos quais havia sido nomeada coronel no ano anterior. Com a aproximação dos dezoito anos, a lei foi alterada para que pudesse atuar como uma de cinco Conselheiros de Estado caso seu pai ficasse incapacitado ou estivesse no exterior, como durante sua visita a Itália em 1944. Isabel juntou-se ao Serviço Territorial Auxiliar em fevereiro de 1945 como segunda subalterna honorária, com o número de serviço 230 873. Treinou como motorista e mecânica, sendo promovida a comandante júnior honorária em julho.

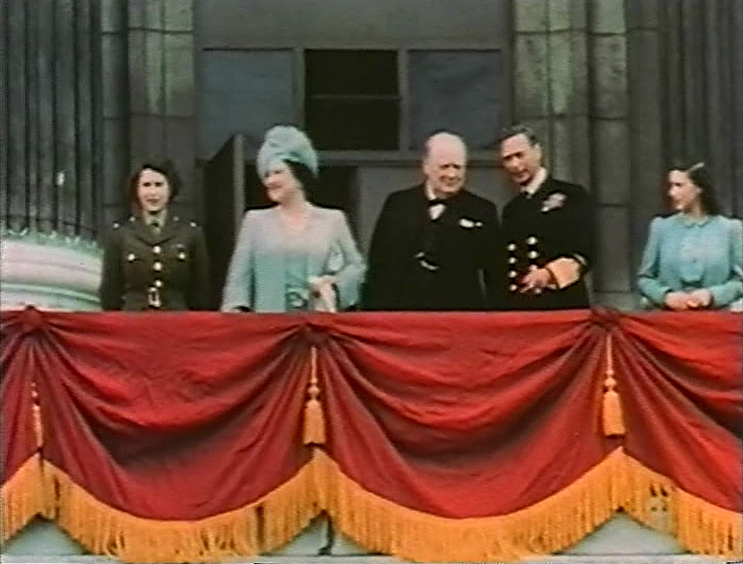
Princesa Isabel (esquerda) na varanda do Palácio de Buckingham com (esquerda para direita) a rainha Isabel, o primeiro-ministro Winston Churchill, o rei Jorge VI e a princesa Margarida em 8 de maio de 1945

No final da guerra, no Dia da Vitória na Europa, as princesas Isabel e Margarida misturaram-se anonimamente com as multidões celebrando nas ruas de Londres. Isabel mais tarde disse em uma rara entrevista que "Nós pedimos aos meus pais se poderíamos sair e ver nós mesmas. Lembro-me que ficamos aterrorizadas de sermos reconhecidas ... eu lembro-me de várias pessoas desconhecidas dando os braços e caminhando por Whitehall, todos nós varridos por uma onda de felicidade e alívio".
Durante a guerra, foram traçados planos para conter o nacionalismo galês fazendo Isabel ter relações mais próximas do País de Gales. Propostas, como nomeá-la Condestável do Castelo de Caernarfon ou patrona da Urdd Gobaith Cymru, a Liga da Juventude Galesa, foram abandonadas por diversas razões, que incluíam o temor de associar a princesa com os objetores de consciência na Urdd. Políticos galeses sugeriram fazê-la Princesa de Gales no seu aniversário dos dezoito anos. A ideia foi apoiada por Herbert Morrison, Secretário de Estado para os Assuntos Internos, sendo porém rejeitada pelo rei, por achar que o título pertencia apenas à esposa do Príncipe de Gales e que ele sempre havia sido o herdeiro aparente. Isabel foi incluída no Gorsedd de Bardos galeses na Eisteddfod Nacional do País de Gales em 1946. A princesa Isabel fez a sua primeira viagem internacional em 1947, acompanhando os pais pelo sul da África. Durante a viagem, numa transmissão para toda Comunidade Britânica, no seu aniversário de 21 anos, fez esta promessa: Eu declaro diante de vocês que toda minha vida, seja ela longa ou curta, será dedicada ao seu serviço e ao serviço da nossa grande família imperial, à qual todos nós pertencemos.

### Casamento

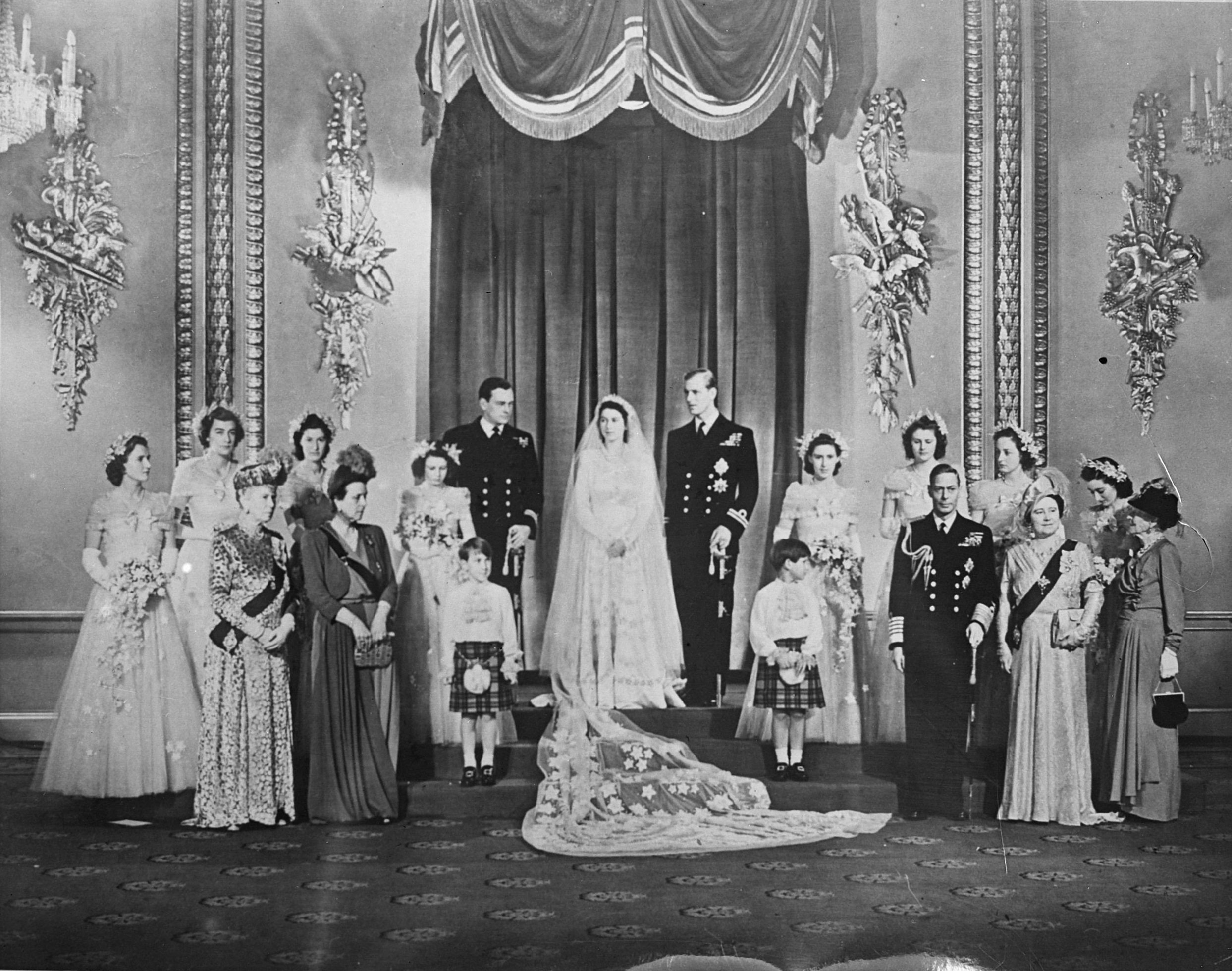
Isabel no Palácio de Buckingham com o marido Filipe após o casamento, juntos a suas famílias, 1947

Isabel conheceu o futuro marido, o príncipe Filipe da Grécia e Dinamarca, em 1934, e depois em 1937. Isabel e Filipe eram primos de segundo grau através do rei Cristiano IX da Dinamarca, e de terceiro grau através da rainha Vitória. Depois de mais um encontro em julho de 1939 no Real Colégio Naval de Dartmouth, Isabel, então com apenas treze anos de idade, afirmou que havia se apaixonado por Filipe, e começaram a trocar cartas. O noivado foi anunciado oficialmente em 9 de julho de 1947. Antes do casamento, Filipe renunciou aos títulos gregos e dinamarqueses, convertendo-se da ortodoxia grega para o anglicanismo, e adotando o estilo de "Tenente Filipe Mountbatten", tomando o sobrenome da família britânica da sua mãe. Pouco antes do casamento, foi feito Duque de Edimburgo, recebendo o estilo "Sua Alteza Real".

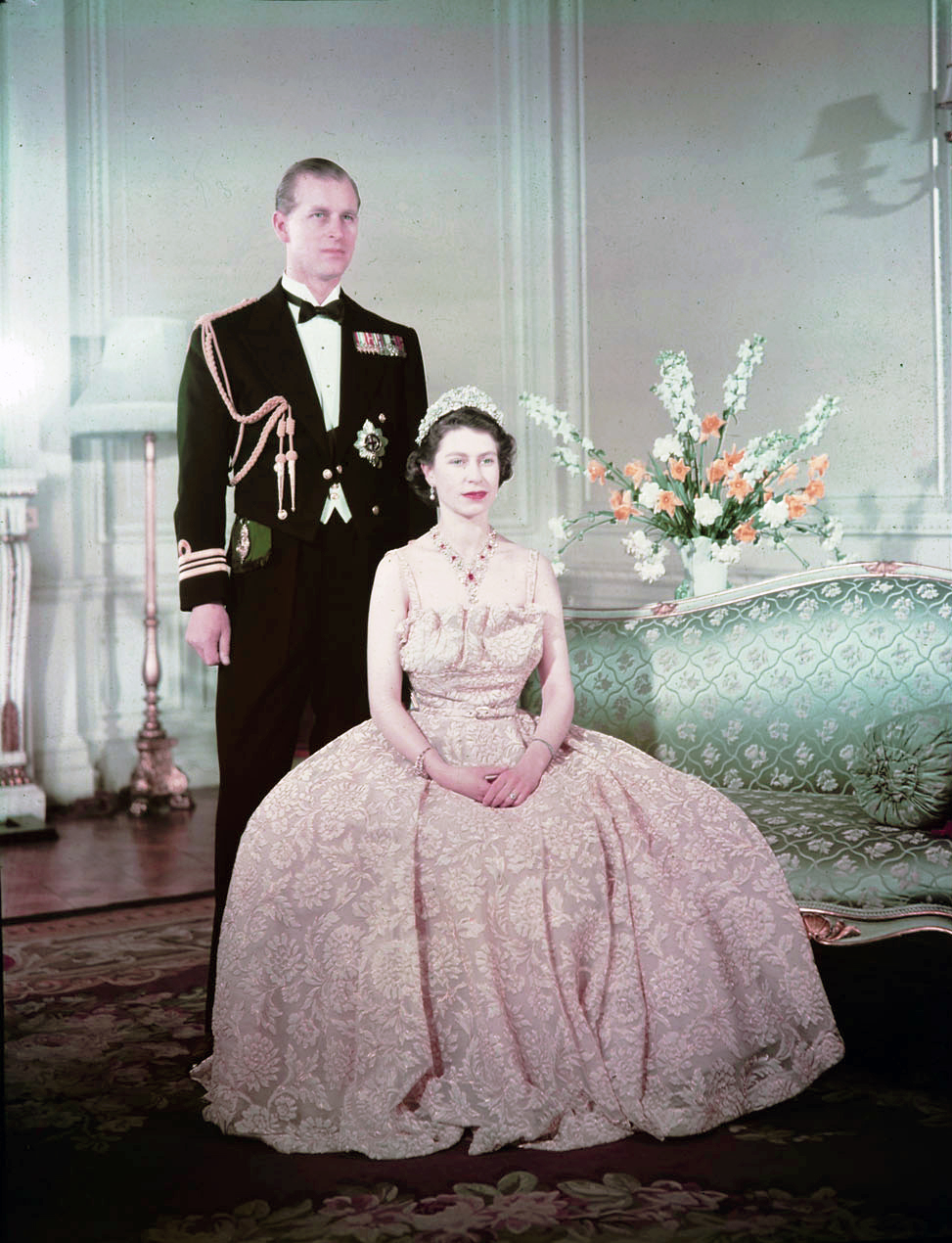
Filipe e Isabel em 1950

O casamento não ocorreu sem controvérsias, uma vez que Filipe não tinha nenhuma situação financeira, era estrangeiro, embora sendo cidadão britânico e tendo servido na Marinha Real Britânica durante a Segunda Guerra Mundial, e tinha irmãs casadas com nobres alemães com ligações nazistas. Crawford escreveu que "alguns dos conselheiros do rei não o achavam bom o bastante para ela. Era um príncipe sem casa ou reino. Alguns dos jornais tocaram longas e altas odes sobre as origens estrangeiras de Filipe". Algumas biografias posteriores da mãe de Isabel relatam que ela inicialmente era contra a união, inclusive chamando Filipe de "o Huno". Entretanto, mais tarde contou ao biógrafo Tim Heald que o príncipe era "um cavalheiro inglês".
Isabel e Filipe casaram-se na Abadia de Westminster a 20 de novembro de 1947, recebendo 2500 presentes vindos de todo mundo. Uma vez que o Reino Unido ainda não havia se recuperado totalmente das devastações da guerra, Isabel pediu que o vestido de noiva, desenhado por Norman Hartnell, fosse comprado com senhas de racionamento. No pós-guerra, não era aceitável que os parentes alemães do duque, incluindo as suas três irmãs, fossem convidados para o casamento. O Duque de Windsor, antigo rei Eduardo VIII, também não foi convidado.
Isabel deu à luz seu primeiro filho, o príncipe Carlos, a 14 de novembro de 1948. Um mês depois, o rei emitiu cartas-patentes permitindo que os filhos deles usassem o estilo e título de um príncipe ou princesa real, que de contrário não teriam direito, já que o seu pai já não era príncipe. A segunda criança, a princesa Ana, nasceu em 1950. Depois do casamento, o casal alugou Windlesham Moor, perto do Castelo de Windsor, até 4 de julho de 1949, quando passaram a residir na Clarence House em Londres. Em vários momentos entre 1949 e 1951, Filipe foi colocado em serviço na colónia da coroa de Malta, como oficial da marinha britânica. Filipe e Isabel viveram intermitentemente por meses no lugarejo de Gwardamanġa, na Villa Guardamangia, a casa alugada do tio do duque Luís Mountbatten, tendo as crianças permanecido na Inglaterra.

## Reinado

### Ascensão e coroação

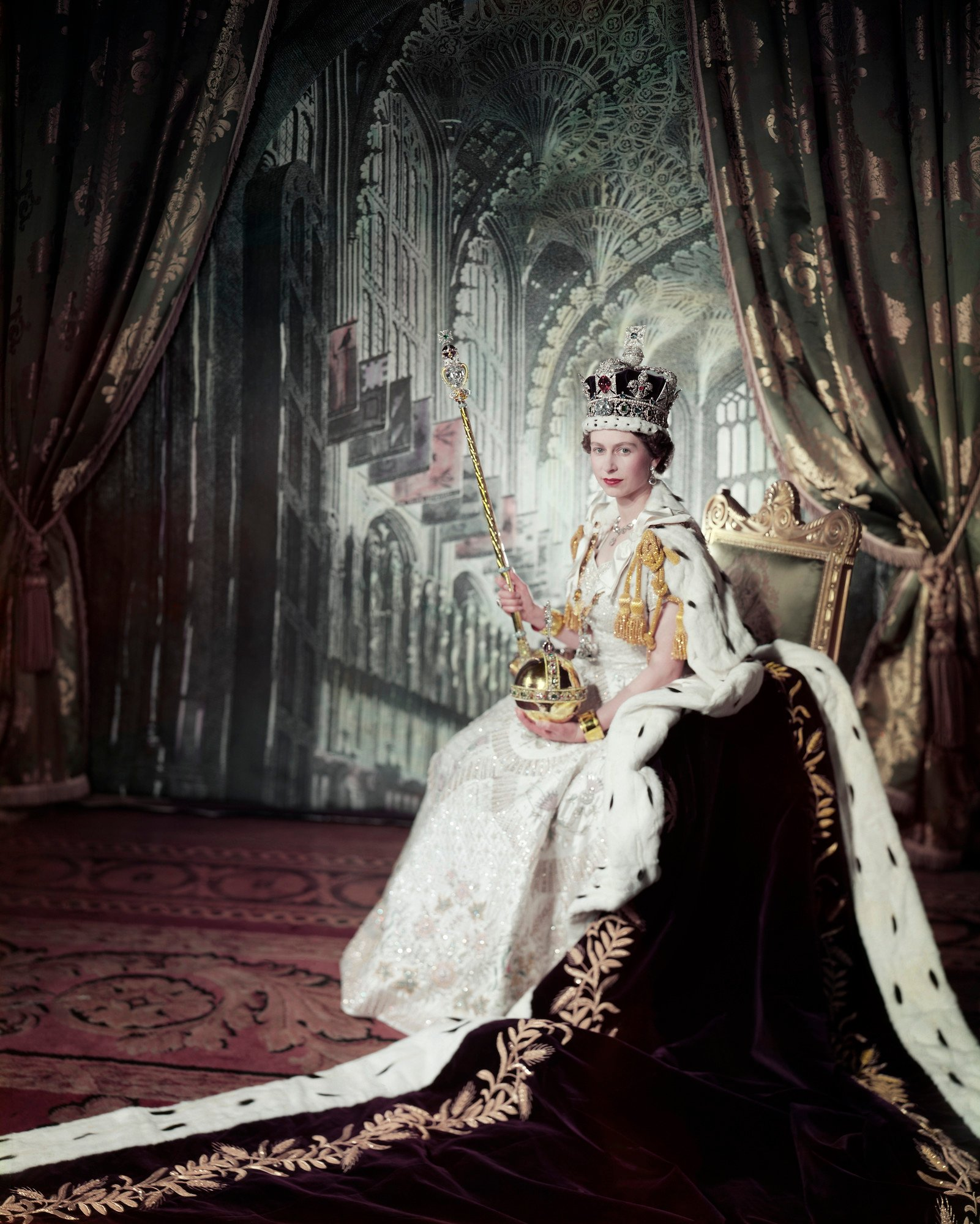
Foto oficial de coroação por Cecil Beaton, 1953

A saúde de Jorge VI foi piorando ao longo de 1951, tendo Isabel o representado em vários eventos públicos. O seu secretário particular, Martin Charteris, carregou um rascunho de uma declaração de ascensão na visita dela pelo Canadá e o encontro com o presidente Harry S. Truman em Washington, D.C caso o rei morresse durante a viagem. No início de 1952, Isabel e Filipe partiram em uma viagem pela Austrália e Nova Zelândia, no caminho parando no Quênia. Em 6 de fevereiro, quando o casal voltou para sua casa queniana depois de passarem a noite no Treetops Hotel, chegou a notícia da morte do rei. Filipe contou as notícias à nova rainha. Charteris perguntou qual nome régio ela gostaria de usar, com a nova monarca respondendo: "Meu próprio, é claro — qual outro?". Ela foi proclamada rainha por seus reinos e o séquito real voltou para o Reino Unido. Ela e o Duque de Edimburgo mudaram-se para o Palácio de Buckingham.
Com a ascensão de Isabel, parecia provável que a casa real passaria a ter o nome de seu marido, transformando-se na "Casa de Mountbatten", seguindo a tradição da esposa assumindo o sobrenome do marido após o casamento. O primeiro-ministro Winston Churchill e a rainha Maria de Teck eram a favor de manter a Casa de Windsor; assim, em 9 de abril de 1952, Isabel publicou uma declaração dizendo que "Windsor" continuaria a ser o nome da casa. Filipe reclamou, afirmando: "Sou o único homem no país que não pode dar seu nome aos próprios filhos". Em 1960, depois da morte de Maria em 1953 e a renúncia de Churchill em 1955, o sobrenome "Mountbatten-Windsor" foi adotado para os descendentes de linhagem masculina de Filipe e Isabel que não possuem títulos reais.
Durante as preparações para a coroação, a princesa Margarida contou a irmã que desejava se casar com Peter Townsend, um divorciado, dezesseis anos mais velho e com dois filhos do casamento anterior. Isabel pediu para que eles esperassem por um ano; nas palavras de Charteris: "a rainha era naturalmente simpática com a princesa, mas acho que ela pensou — ela esperava — que com tempo o caso iria esgotar-se". Os principais políticos eram contra a união e a Igreja Anglicana não permitia novos casamentos depois de um divórcio. Se Margarida casasse no civil, ela renunciaria seus direitos na sucessão. Eventualmente ela decidiu abandonar os planos com Townsend. A princesa se casou com Antony Armstrong-Jones em 1960, criado Conde de Snowdon no ano seguinte. Eles divorciaram-se em 1978 e Margarida não se casou mais.
A coroação ocorreu normalmente como planejado no dia 2 de junho de 1953 apesar da morte de Maria de Teck em 24 de março, como ela havia pedido antes de morrer. A cerimônia aconteceu na Abadia de Westminster e foi televisionada pela primeira vez, com exceção da parte da unção e da comunhão. Seu vestido de coroação foi desenhado por Norman Hartnell e, seguindo suas instruções, bordado com os emblemas florais dos países da Commonwealth: a Rosa de Tudor inglesa, o cardo escocês, o alho-porro galês, o trevo irlandês, a acacia australiana, a folha de bordo canadense, a samambaia prateada neozelandesa, a protea sul-africana, a flor-de-lótus pela Índia e Ceilão e o trigo, algodão e juta paquistaneses.

### Evolução da Commonwealth
Durante sua vida, Isabel testemunhou a contínua transformação do Império Britânico na Commonwealth de Nações. Na época de sua ascensão em 1952, seu papel como chefe de estado de vários estados independentes já estava estabelecido. A rainha e o Duque de Edimburgo embarcaram em uma viagem de seis meses entre 1953 e 1954 ao redor do mundo. Ela se transformou na primeira monarca da Austrália e Nova Zelândia a visitar essas nações. Durante as visitas, as multidões eram imensas; estima-se que três quartos da população australiana da época foi vê-la. Isabel realizou visitas oficiais a vários países durante seu reinado, sendo a chefe de estado que mais viajou em toda história.

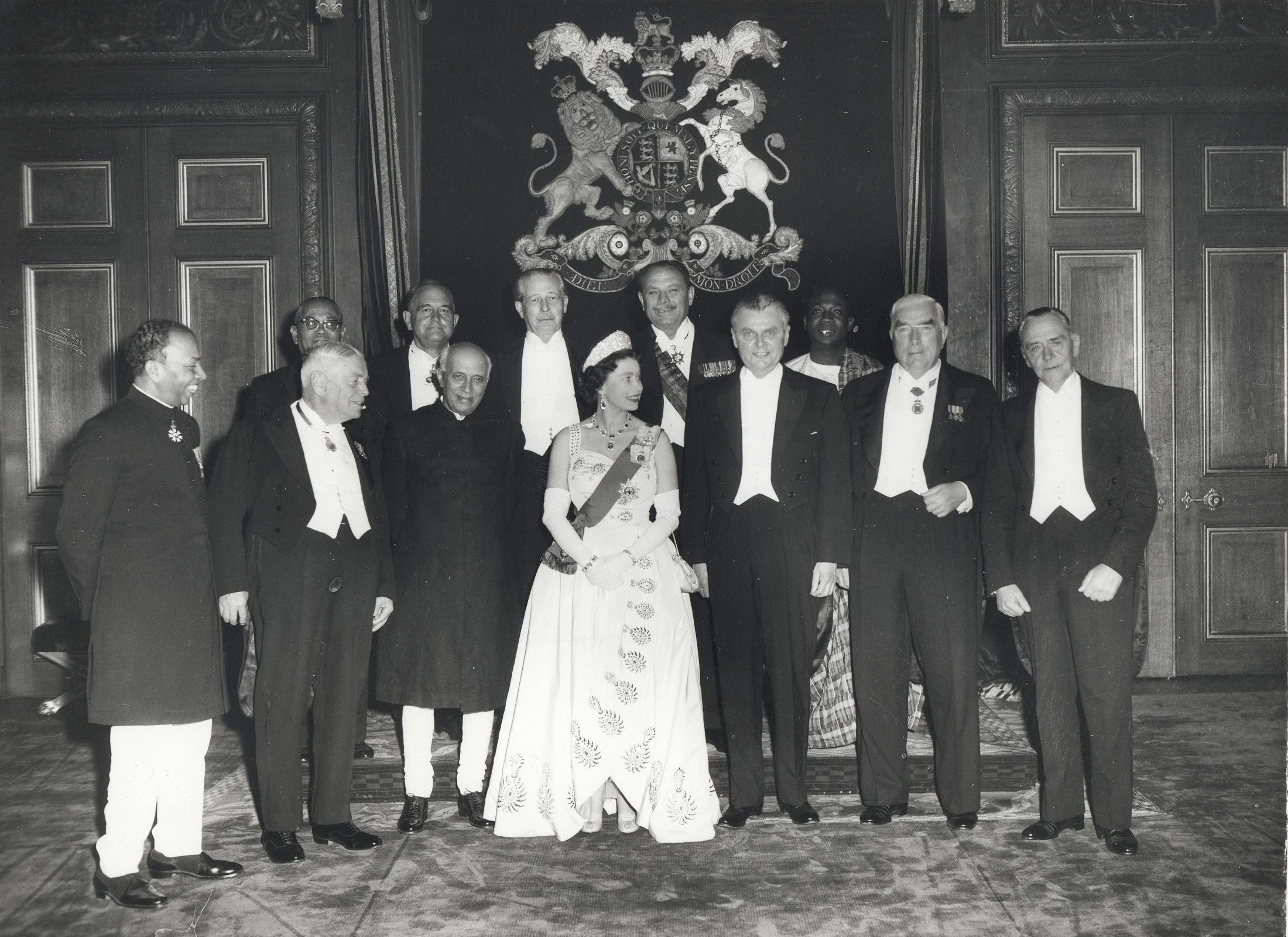
Isabel com os líderes da Commonwealth em 1960

Guy Mollet, primeiro-ministro francês, e sir Anthony Eden, primeiro-ministro britânico, discutiram em 1956 a possibilidade da França entrar na Commonwealth. A proposta nunca foi aceita e no ano seguinte a França assinou o Tratado de Roma, que estabelecia a Comunidade Econômica Europeia, precursora da União Europeia. Os dois países invadiram o Egito em novembro de 1956 em uma tentativa mal sucedida de capturar o Canal de Suez. Lorde Mountbatten afirmou que a rainha foi contra a invasão, algo que Eden negou. Eden acabou renunciando dois meses depois.
A falta de um mecanismo formal dentro do Partido Conservador para escolher um líder significou que a rainha decidiria quem formaria um novo governo. Eden recomendou que ela consultasse lorde Robert Gascoyne-Cecil, 5.º Marquês de Salisbury e Lorde Presidente do Conselho. Lorde Salisbury e lorde David Maxwell Fyfe, 1.º Visconde Kilmuir e Lorde Chanceler, consultaram o gabinete britânico, Churchill e o presidente da oposição, fazendo com que Isabel nomeasse sua escolha: Harold Macmillan.
A crise de Suez e a escolha do sucessor de Eden em 1957 foram as primeiras críticas pessoais que a rainha enfrentou. Lorde John Grigg, 2.º Barão Altrincham, a acusou de estar "fora de sintonia" em uma revista que o próprio era dono e editor. Altrincham foi denunciado por figuras públicas e fisicamente atacado por um membro do povo indignado com seus comentários. Em 1963, seis anos depois, Macmillan renunciou e aconselhou Isabel a nomear Alec Douglas-Home, Conde de Home, como primeiro-ministro, algo que ela seguiu. A rainha foi criticada novamente por nomear um primeiro-ministro seguindo o conselho de um pequeno grupo de políticos ou de um único. Os conservadores adotaram um mecanismo formal para eleição de um líder em 1965, aliviando assim o envolvimento de Isabel.

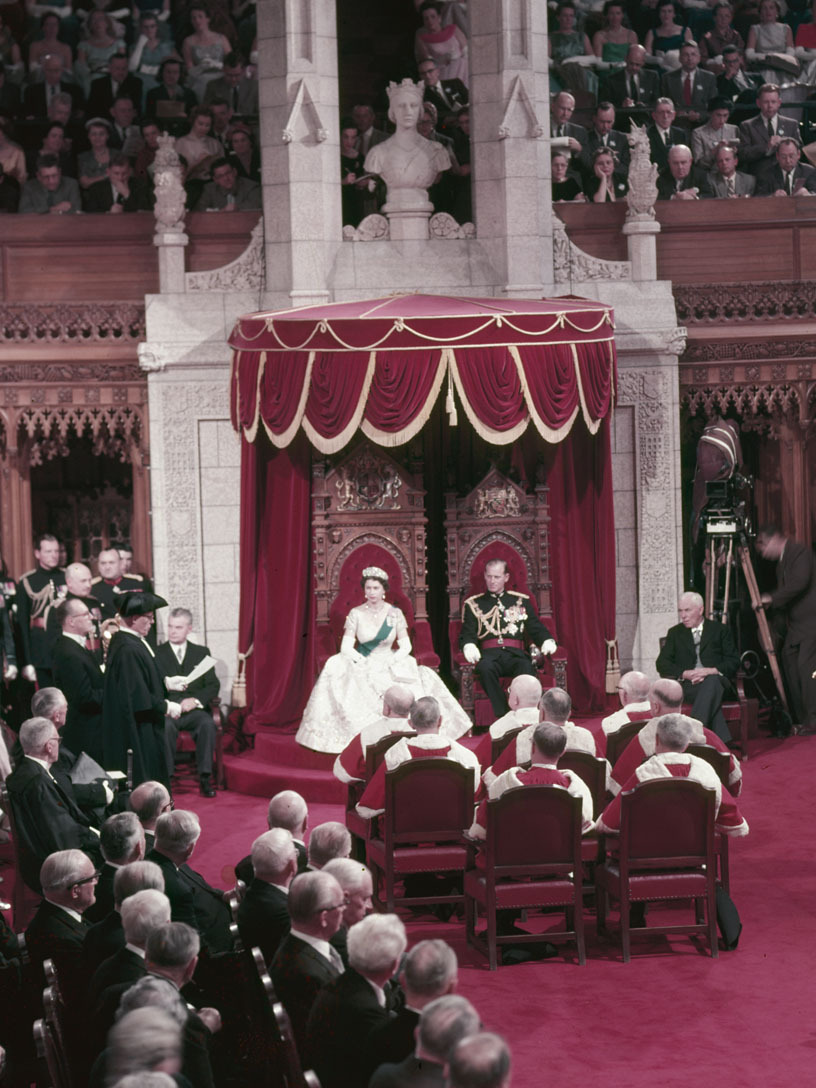
A rainha Isabel II e o príncipe Filipe em seus tronos no parlamento canadense, 1957

Ela visitou os Estados Unidos novamente em 1957, onde discursou para a Assembleia Geral das Nações Unidas em nome da Commonwealth. Na mesma viagem, ela abriu o 23º parlamento canadense, tornando-se a primeira monarca do Canadá a abrir uma sessão parlamentar. Dois anos depois, apenas em sua função de Rainha do Canadá, ela revisitou os Estados Unidos e o Canadá, descobrindo ao desembarcar em St. John's, Terra Nova e Labrador, que estava grávida de seu terceiro filho. Isabel viajou em 1961 pelo Chipre, Índia, Paquistão, Nepal e Irã. Em uma visita a Gana no mesmo ano, ela ignorou os temores por sua segurança, mesmo com seu anfitrião o presidente Kwame Nkrumah, que a havia substituído como chefe de estado, sendo alvo de assassinos. Harold Macmillan escreveu: "A rainha tem estado absolutamente determinada o tempo todo ... Ela está impaciente em relação a atitude de tratá-la como ... uma estrela de cinema ... Ela é realmente 'o coração e estômago do homem' ... Ela ama seu dever e os meios para ser uma rainha". Antes de uma viagem em 1964 por partes de Quebec, a imprensa relatou que extremistas dentro do movimento pela independência de Quebec estavam planejando seu assassinato. Nenhum atentado ocorreu, porém estourou um tumulto enquanto Isabel estava em Montreal; foi salientada sua "calma e coragem diante da violência". Isabel visitou o Brasil em 1968 durante onze dias como parte um programa de integração econômica com a América Latina, tendo sido recebida pelo presidente Artur da Costa e Silva e discursado no Congresso Nacional.

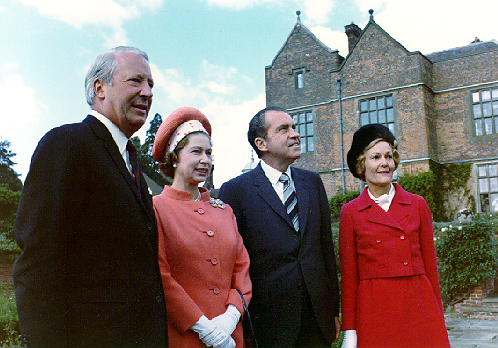
Isabel com o primeiro-ministro Edward Heath (esquerda), o presidente Richard Nixon e a primeira-dama Pat Nixon em 1970

As gravidezes de Isabel em 1959 e 1963 dos príncipes André e Eduardo foram as únicas ocasiões durante seu reinado que ela não realizou a cerimônia de abertura do parlamento. Além de realizar cerimônias tradicionais, ela também criou novas práticas. Seu primeiro encontro com membros ordinários do povo ocorreu durante uma visita a Austrália e Nova Zelândia em 1970.
As décadas de 1960 e 1970 viram a descolonização da África e Caribe. Mais de vinte países ganharam sua independência do Reino Unido como parte de uma transição planejada para o governo autônomo. Porém em 1965, Ian Smith, primeiro-ministro da Rodésia, foi de encontro aos movimentos em direção a um governo majoritário e declarou independência unilateral do Reino Unido enquanto ainda expressava sua "lealdade e devoção" a Isabel. Apesar dela tê-lo dispensado em uma declaração formal e a comunidade internacional ter aplicado sanções contra a Rodésia, o regime de Smith sobreviveu por mais de uma década.
O primeiro-ministro Edward Heath aconselhou a rainha em fevereiro de 1974 a convocar uma eleição geral no meio de sua viagem pelo Círculo do Pacífico Austronésio, forçando sua volta para a Inglaterra. A eleição resultou em um parlamento dividido; os conservadores de Heath não eram a maioria, porém poderiam permanecer no poder se formassem uma coligação com os liberais. Heath renunciou apenas quando as discussões da coligação não chegaram em nenhum acordo, então Isabel pediu para que Harold Wilson, Líder da Oposição e pertencente ao Partido Trabalhista, formasse um governo.
No ano seguinte, no auge da crise constitucional australiana, o primeiro-ministro Gough Whitlam foi dispensado de seu cargo pelo governador-geral sir John Kerr, logo depois do senado controlado pela oposição ter rejeitado as propostas orçamentárias de Whitlam. Já que o primeiro-ministro tinha a maioria na Câmara dos Representantes, o presidente da câmara Gordon Scholes apelou para que a rainha revertesse a decisão de Kerr. Isabel se recusou, afirmando que não interferiria em decisões que a Constituição da Austrália reserva ao governador-geral. A crise alimentou o movimento republicano australiano.

### Aceleração da descolonização

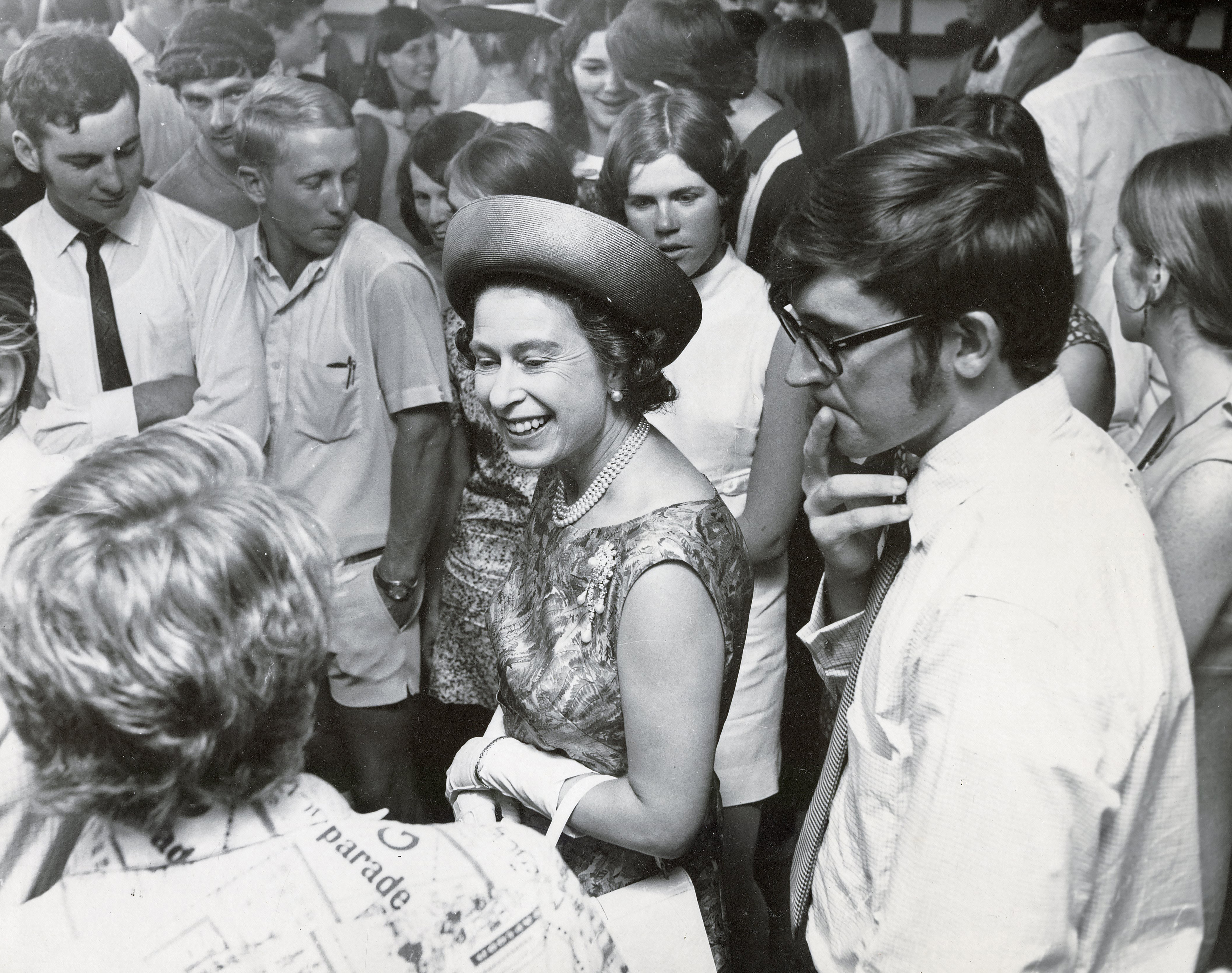
A rainha Isabel II em Queensland, Austrália, 1970

As décadas de 1960 e 1970 viram uma aceleração na descolonização da África e do Caribe. Mais de 20 países conquistaram a independência da Grã-Bretanha como parte de uma transição planejada para o autogoverno. Em 1965, no entanto, o primeiro-ministro rodesiano, Ian Smith, em oposição aos movimentos em direção ao governo da maioria, declarou unilateralmente a independência enquanto expressava "lealdade e devoção" a Isabel, declarando-a "rainha da Rodésia". Embora Isabel formalmente o tenha demitido, e a comunidade internacional tenha aplicado sanções contra a Rodésia, seu regime sobreviveu por mais de uma década À medida que os laços da Grã-Bretanha com seu antigo império enfraqueceram, o governo britânico procurou entrar na Comunidade Europeia, uma meta alcançada em 1973. Isabel viajou pela Iugoslávia em outubro de 1972, tornando-se a primeira monarca britânica a visitar um país comunista. Ela foi recebida no aeroporto pelo presidente Josip Broz Tito, e uma multidão de milhares a cumprimentou em Belgrado.
Em fevereiro de 1974, o primeiro-ministro britânico, Edward Heath, aconselhou Isabel a convocar uma eleição geral no meio de sua viagem pela Orla do Pacífico Austronésio, exigindo que ela voasse de volta para a Grã-Bretanha. A eleição resultou em um parlamento suspenso; Os conservadores de Heath não eram o maior partido, mas poderiam permanecer no cargo se formassem uma coalizão com os liberais. Quando as discussões sobre a formação de uma coalizão fracassaram, Heath renunciou ao cargo de primeiro-ministro e Isabel pediu ao líder da oposição, o trabalhista Harold Wilson, para formar um governo.  Um ano depois, no auge da crise constitucional australiana de 1975, o primeiro-ministro australiano, Gough Whitlam, foi demitido de seu cargo pelo governador-geral Sir John Kerr, depois que o Senado controlado pela oposição rejeitou as propostas orçamentárias de Whitlam. Como Whitlam tinha maioria na Câmara dos Deputados, o presidente Gordon Scholes apelou a Isabel para reverter a decisão de Kerr. Ela recusou, dizendo que não iria interferir nas decisões reservadas pela Constituição da Austrália para o Governador-Geral. A crise alimentou o republicanismo australiano.

### Jubileu de Prata

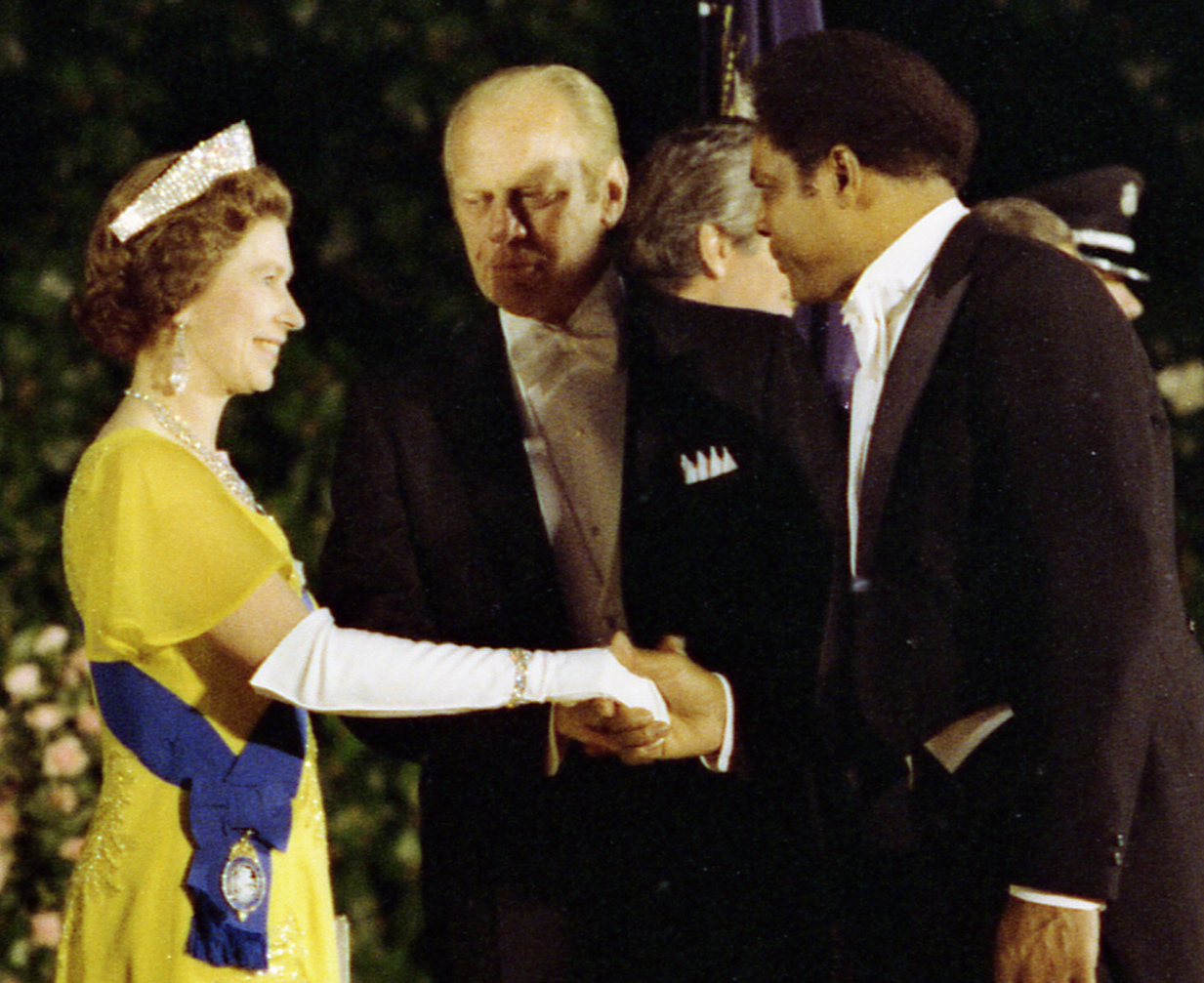
O presidente americano Gerald R. Ford apresentando Willie Mays à rainha Isabel II, julho de 1976

Isabel comemorou em 1977 o Jubileu de Prata de sua ascensão. Festas e eventos ocorreram por toda Commonwealth, muitos coincidindo com suas viagens pela Grã-Bretanha e seus outros reinos. As celebrações reafirmaram a popularidade da rainha, apesar da cobertura negativa praticamente coincidente da imprensa da separação da princesa Margarida de seu marido. No ano seguinte, Isabel recebeu no Reino Unido uma visita oficial do ditador comunista romeno Nicolae Ceaușescu e sua esposa Elena, apesar de em particular ela acreditar que o casal tinha "sangue nas mãos". 1979 veio com dois grandes golpes: o primeiro foi a descoberta que Anthony Blunt, ex-agrimensor real, era um espião comunista; o segundo foi o assassinado de Louis Mountbatten pelo IRA.
De acordo com Paul Martin, Sr., a rainha estava preocupada no final da década de 1970 que a coroa "tinha pouco significado para" Pierre Trudeau, o primeiro-ministro do Canadá. Tony Benn afirmou que Isabel considerava que Trudeau era "bastante decepcionante". Seu suposto republicanismo parecia ser confirmado por suas palhaçadas, como escorregar pelos corrimãos do Palácio de Buckigham e fazer piruetas atrás da rainha em 1977, além da remoção de vários símbolos reais canadenses durante seu mandato. Os políticos canadenses enviados a Londres em 1980 para discutir patriação da Constituição do Canadá descobriram que Isabel estava "melhor informada ... que qualquer outro político ou burocrata britânico". Ela estava particularmente interessada na falha do Projeto de Lei C-60, que teria afetado seu papel como chefe de estado. A patriação removeu o papel do parlamento britânico na constituição canadense, porém a monarquia foi mantida. Trudeau disse em suas memórias que a rainha era a favor de suas tentativas para reformar a constituição e que ficou impressionado pela "graça que ela exibia em público" e "a sabedoria que ela mostrou em particular".

### Atentados, assédio da imprensa e mandato de Thatcher

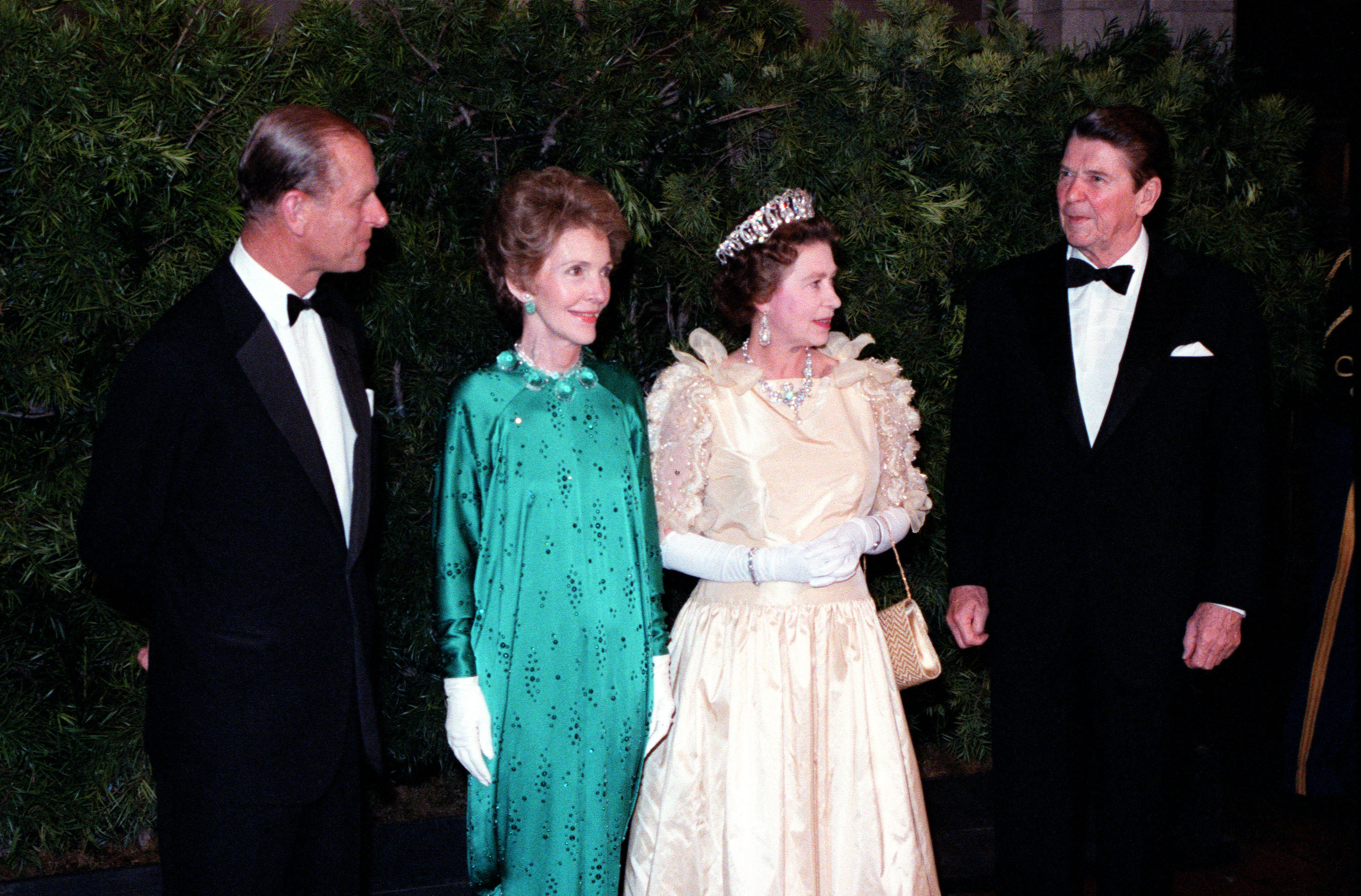
Filipe, Nancy Reagan, Isabel e Ronald Reagan em 1983

Durante a cerimônia do Trooping the Colour de 1981 e seis semanas antes do casamento do príncipe Carlos, e Diana Spencer, seis tiros foram disparados em Isabel a curta distância enquanto ela cavalgava pelo The Mall com seu cavalo Burmese. A polícia mais tarde descobriu que os tiros eram de festim. Marcus Sarjeant, o atacante de dezessete anos, foi sentenciado a cinco anos de prisão, porém foi solto depois de três. A compostura e habilidade da rainha ao controlar sua montaria foram muito elogiadas. Em 14 de outubro de 1981 a rainha Isabel II estava de visita à Nova Zelândia, e enquanto em um automóvel, Christopher John Lewis, de 17 anos, pegou numa espingarda e a apontou para a rainha. O disparo falha. A polícia disse aos jornalistas que o adolescente tinha disparado numa estrada próxima. Christopher John Lewis continuou a planear ataques à família real, mas nunca foi condenado por traição ou tentativa de traição. Morreu na prisão em 1997.
Entre abril e setembro de 1982, Isabel permaneceu ansiosa e ao mesmo tempo orgulhosa de seu filho príncipe André, que estava servindo nas forças britânicas durante a Guerra das Malvinas. No dia 9 de julho, ela acordou em seu quarto no Palácio de Buckigham e descobriu um intruso, Michael Fagan, no mesmo aposento. Permanecendo calma e através de duas chamadas para a central de polícia do palácio, Isabel conversou com Fagan enquanto ele sentava na beirada de sua cama até a ajuda chegar sete minutos depois. Ela recebeu o presidente americano Ronald Reagan no Castelo de Windsor em 1982 e visitou o Rancho del Cielo em 1983, porém ficou brava quando sua administração não a informou sobre a invasão de Granada, um de seus reinos caribenhos.

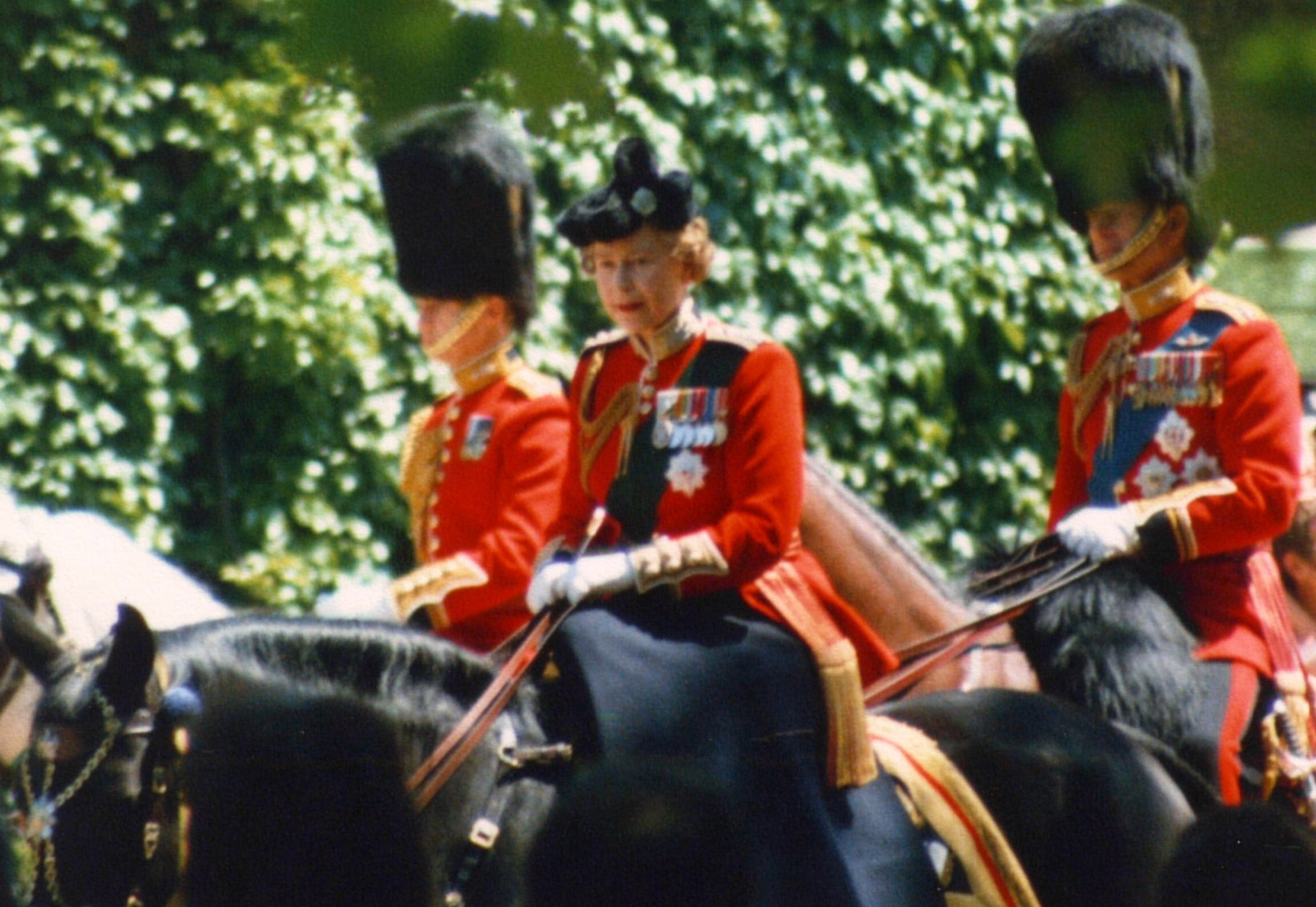
Isabel cavalgando Burmese na Trooping the Colour de 1986

O grande interesse da mídia nas opiniões e vida particular da família real durante a década de 1980 levou a uma série de histórias sensacionalistas na imprensa, das quais nem todas eram inteiramente verdade. Como Kelvin MacKenzie, editor do The Sun, disse a sua equipe: "Dê-me um respingo dos reais no domingo para segunda-feira. Não se preocupem se não for verdade — contanto que não haja muito alarde sobre isso depois". O editor Donald Trelford escreveu em 21 de setembro de 1986 no The Observer que "A novela real chegou em tal nível de interesse público que a fronteira entre fato e ficção perdeu-se de vista ... não é apenas que alguns jornais não checam seus fatos ou aceitam negativas: eles não ligam se as histórias são verdadeiras ou não". Foi relatado, mais notavelmente pelo The Sunday Times de 20 de julho, que Isabel estava preocupada que as políticas econômicas da primeira-ministra Margaret Thatcher fomentavam divisões sociais, além de estar alarmada com o elevado desemprego, uma série de tumultos, a violência da greve de mineiros e as recusas de Thatcher de aplicar sanções contra o regime apartheid da África do Sul. As fontes dos rumores incluíam o ajudante real Michael Shea e Shridath Ramphal, Secretário-Geral da Commonwealth, porém Shea afirmou que suas colocações foram tiradas de contexto e embelezadas pela especulação. A primeira-ministra supostamente disse que a rainha votaria pelo Partido Social Democrático — seus oponentes políticos. John Campbell, biógrafo de Thatcher, afirmou que "a reportagem era um pedaço de travessura jornalística". Desmentindo os relatos de animosidade entre elas, Thatcher mais tarde transmitiu sua admiração pessoal por Isabel e, depois dela ter sido substituída como primeira-ministra por John Major, a rainha entregou duas honras a Thatcher como presente pessoal: nomeações à Ordem de Mérito e à Ordem da Jarreteira. O ex-primeiro-ministro canadense Brian Mulroney disse que Isabel foi a "força de bastidores" para encerrar o apartheid na África do Sul.
Em 1986, Isabel fez uma visita estatal de seis dias à República Popular da China, tornando-se a primeira monarca britânica a visitar o país. A turnê incluiu a cidade proibida, a Grande Muralha da China e os guerreiros de terracota. Em um banquete estadual, Isabel brincou sobre o primeiro emissário britânico para a China estar perdido no mar com a carta da rainha Isabel I ao imperador Wanli, e comentou: "Felizmente os serviços postais melhoraram desde 1602". A visita de Isabel também significou a aceitação de ambos os países de que a soberania sobre Hong Kong seria transferida do Reino Unido para a China em 1997. No Canadá em 1987, Isabel pronunciou publicamente seu apoio ao controverso Acordo Meech Lake, provocando críticas de oponentes das emendas constitucionais, incluindo Pierre Trudeau. No mesmo ano, o governo eleito de Fiji foi deposto por um golpe militar. Como monarca de Fiji, Isabel apoiou as tentativas do governador-geral ratu sir Penaia Ganilau para afirmar o poder executivo e negociar um acordo. Sitiveni Rabuka, líder do golpe, depôs Ganilau e declarou o país como uma república. O sentimento republicano cresceu no Reino Unido no início de 1991 por causa das estimativas da imprensa sobre a fortuna da rainha — que foram contrariadas pelo palácio — e relatos dos casos e problemas conjugais dentre os membros família real. O envolvimento de alguns reais no programa The Grand Knockout Tournament foi ridicularizado e Isabel virou alvo de sátiras.

### Década de 1990 turbulenta e"Annus horribles"

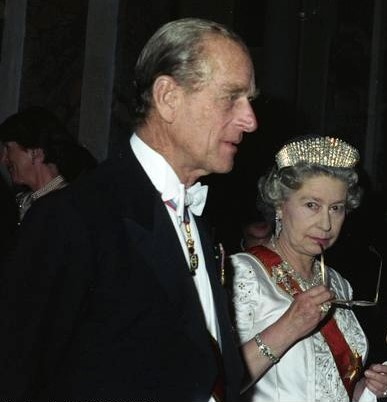
Filipe e Isabel em outubro de 1992

Logo depois do fim da Guerra do Golfo em 1991, Isabel se tornou a primeira monarca britânica a discursar para uma sessão conjunta do Congresso dos Estados Unidos. Em um discurso no dia 24 de novembro de 1992 para marcar os quarenta anos de sua ascensão, Isabel chamou 1992 de seu annus horribilis, significando "ano horrível". Em março, seu segundo filho, o príncipe André, Duque de Iorque, se separou de sua esposa Sara Ferguson; em abril, sua filha Ana, Princesa Real, divorciou-se de seu marido Mark Phillips; durante uma visita oficial a Alemanha em outubro, manifestantes em Dresden jogaram ovos nela; e em novembro, um grande incêndio atingiu o Castelo de Windsor. A monarquia passou a sofrer críticas cada vez maiores e escrutínio público. Isabel afirmou em um discurso excepcionalmente pessoal que qualquer instituição deve esperar críticas, porém sugeriu que isso fosse feito com "um toque de humor, gentileza e compreensão". John Major anunciou dois dias depois reformas nas finanças reais que estavam sendo planejadas desde o ano anterior, incluindo que a rainha passasse a pagar imposto de renda pela primeira vez em 1993 e uma redução de sua lista civil. Carlos, Príncipe de Gales, e sua esposa Diana Spencer se separaram formalmente em dezembro. O ano terminou com Isabel processando o The Sun por violação de direitos autorais quando o jornal publicou o texto de sua mensagem anual de Natal dois dias antes da transmissão. A publicação foi forçada a pagar as despesas legais da rainha e doar duzentas mil libras para a caridade.
As revelações públicas sobre os detalhes do casamento de Carlos e Diana continuaram nos anos seguintes. Mesmo com o apoio ao republicanismo estando no seu mais alto nível em décadas, ele permaneceu um ponto de vista minoritário e Isabel manteve altos índices de aprovação. As críticas eram centradas na própria instituição da monarquia e na família real ao invés das próprias ações e comportamentos da rainha. Depois de se consultar com Filipe, Major, o arcebispo George Carey e seu secretário pessoal Robert Fellowes, Isabel escreveu a Carlos e Diana em dezembro de 1995 dizendo que o divórcio era algo desejado. Ocorreu a morte de Diana, Princesa de Gales, no dia 31 de agosto de 1997, um ano depois do divórcio. A rainha estava de férias com seu filho e netos no Castelo de Balmoral. Guilherme e Henrique, os filhos de Diana, queriam ir a igreja, então Isabel e Filipe os levaram naquela manhã. Depois dessa única aparição pública, a rainha e o duque blindaram seus netos por cinco dias do enorme interesse da imprensa, permanecendo em Balmoral onde poderiam lamentar em particular. O povo britânico ficou consternado pela reclusão da família real e o fato que a bandeira não foi hasteada a meio-mastro no Palácio de Buckigham. Pressionada pela reação hostil, Isabel concordou com uma transmissão ao vivo para o mundo ao voltar para Londres em 5 de setembro, um dia antes do funeral de Diana. Na transmissão, ela expressou admiração por Diana e seus sentimentos "como avó" pelos netos Guilherme e Henrique. Grande parte da hostilidade pública desapareceu.

### Jubileu de Ouro

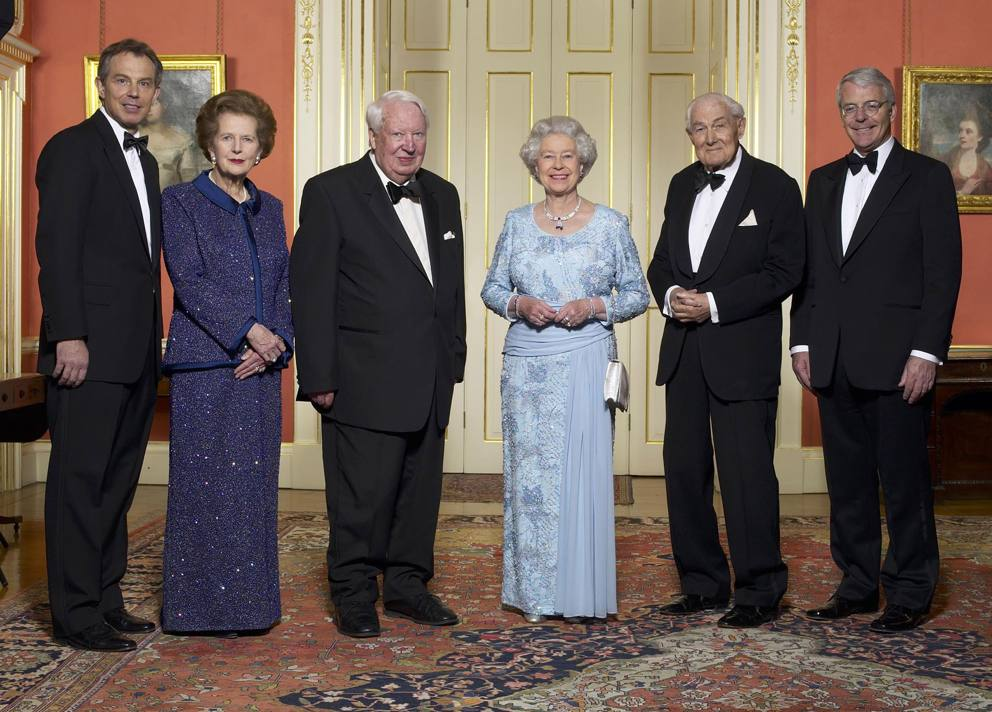
Em um jantar do Jubileu de Ouro com o primeiro-ministro britânico Tony Blair e os ex-primeiros-ministros, 2002. Da esquerda para a direita: Blair, Margaret Thatcher, Edward Heath, Isabel, James Callaghan e John Major.

Isabel celebrou em 2002 seu Jubileu de Ouro. Sua irmã e mãe morreram em fevereiro e março respectivamente, com toda a imprensa especulando se o jubileu seriam um sucesso ou fracasso. Ela novamente realizou várias viagens por seus reinos, começando pela Jamaica em fevereiro, onde chamou de "memorável" o banquete de despedida após uma queda de energia na King's House, a residência oficial do governador-geral. Como em 1977, houve festas nas ruas, eventos comemorativos e monumentos nomeados em homenagem à ocasião. Milhões de pessoas compareceram a cada um dos três dias principais de celebração em Londres, com o entusiasmo demonstrado por Isabel sendo muito maior que vários jornalistas haviam previsto. Apesar de sempre ter gozado de boa saúde, ela realizou uma laparoscopia nos joelhos em 2003. Em outubro de 2006, Isabel não pôde comparecer a abertura do Emirates Stadium por causa de dores musculares nas costas que a estavam incomodando por todo o verão.

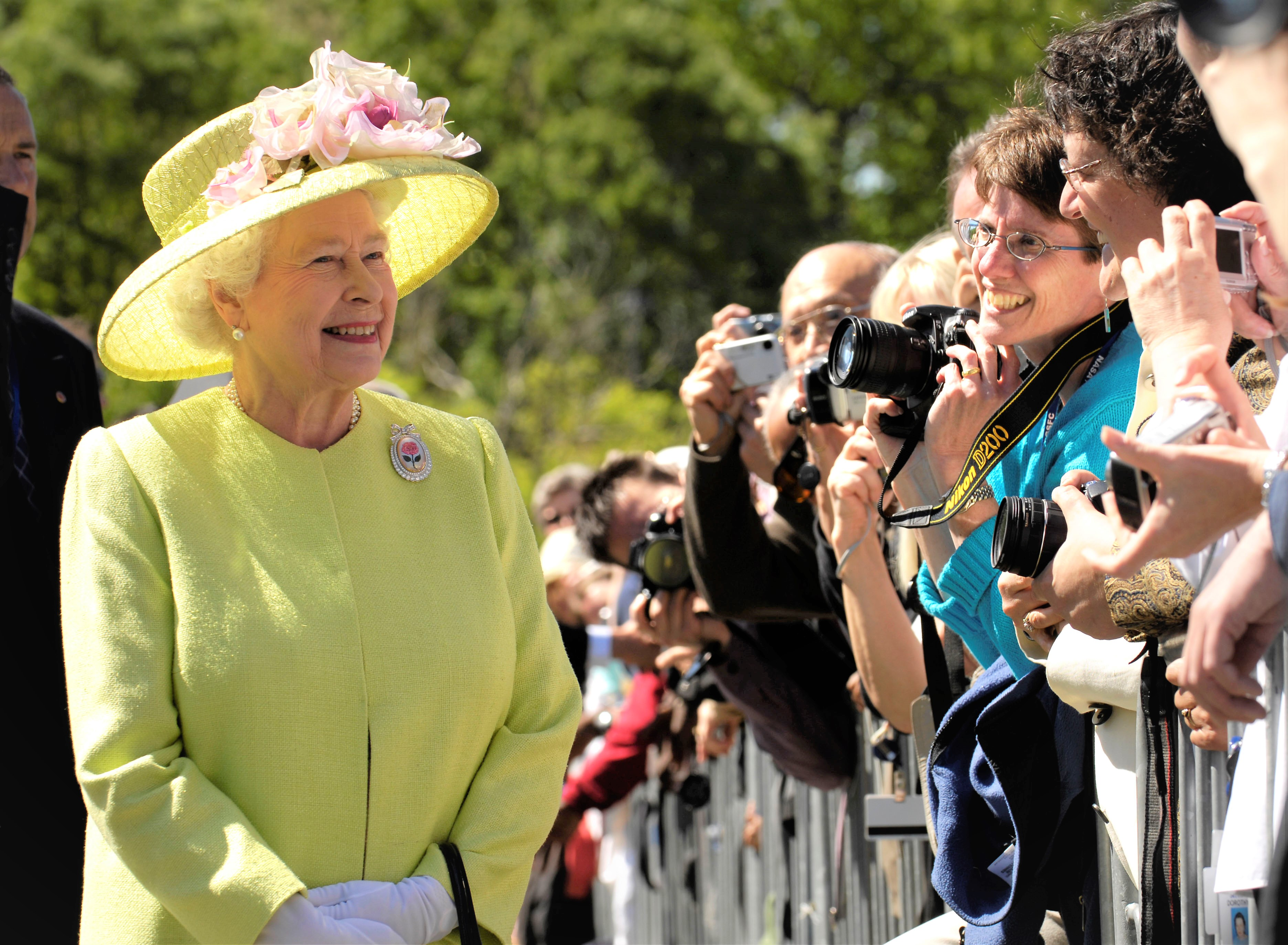
Isabel II no Centro de Voos Espaciais Goddard da NASA em Greenbelt, Maryland, 2007

O The Daily Telegraph reportou um comunicado em maio de 2007 a partir de fontes anônimas que Isabel estava "exasperada e frustrada" pelas políticas do primeiro-ministro Tony Blair, que ela demonstrou preocupação pelas Forças Armadas do Reino Unido sobrecarregadas no Iraque e Afeganistão, e que tinha levantado preocupações sobre questões rurais e do campo com Blair repetidas vezes. Entretanto, a rainha afirmou que admirava os esforços do primeiro-ministro para alcançar a paz na Irlanda do Norte. Em 28 de março de 2008 na Catedral de São Patrício em Armagh, Isabel compareceu ao primeiro serviço da quinta-feira santa realizado fora da Inglaterra e do País de Gales.
Isabel discursou para as Nações Unidas uma segunda vez em 2010, novamente em sua capacidade como rainha dos reinos da Commonwealth e sua chefe. Ban Ki-moon, secretário-geral da ONU, a apresentou como "uma âncora para a nossa era". Durante sua visita a Nova Iorque, que ocorreu depois de uma viagem pelo Canadá, ela oficialmente inaugurou um jardim memorial para as vítimas britânicas dos ataques de 11 de setembro de 2001. A rainha fez a primeira visita oficial de um monarca britânico a República da Irlanda em maio de 2011, após um convite da presidente Mary McAleese. As autoridades irlandesas desmantelaram um atentado à bomba que visava a vida de Isabel II. Donal Billings colocou uma bomba caseira dentro de um carro e espalhou outras bombas falsas pelo Castelo de Dublin, onde a rainha seria recebida pela. Billings foi condenado a oito anos e meio de cadeia por posse de explosivos e ameaça à bomba. A visita da rainha também foi à Austrália em outubro de 2011, sua 16º visita desde 1954, que foi chamada de "viagem de despedida" pela imprensa por causa de sua idade avançada.

### Jubileu de Diamante e longevidade

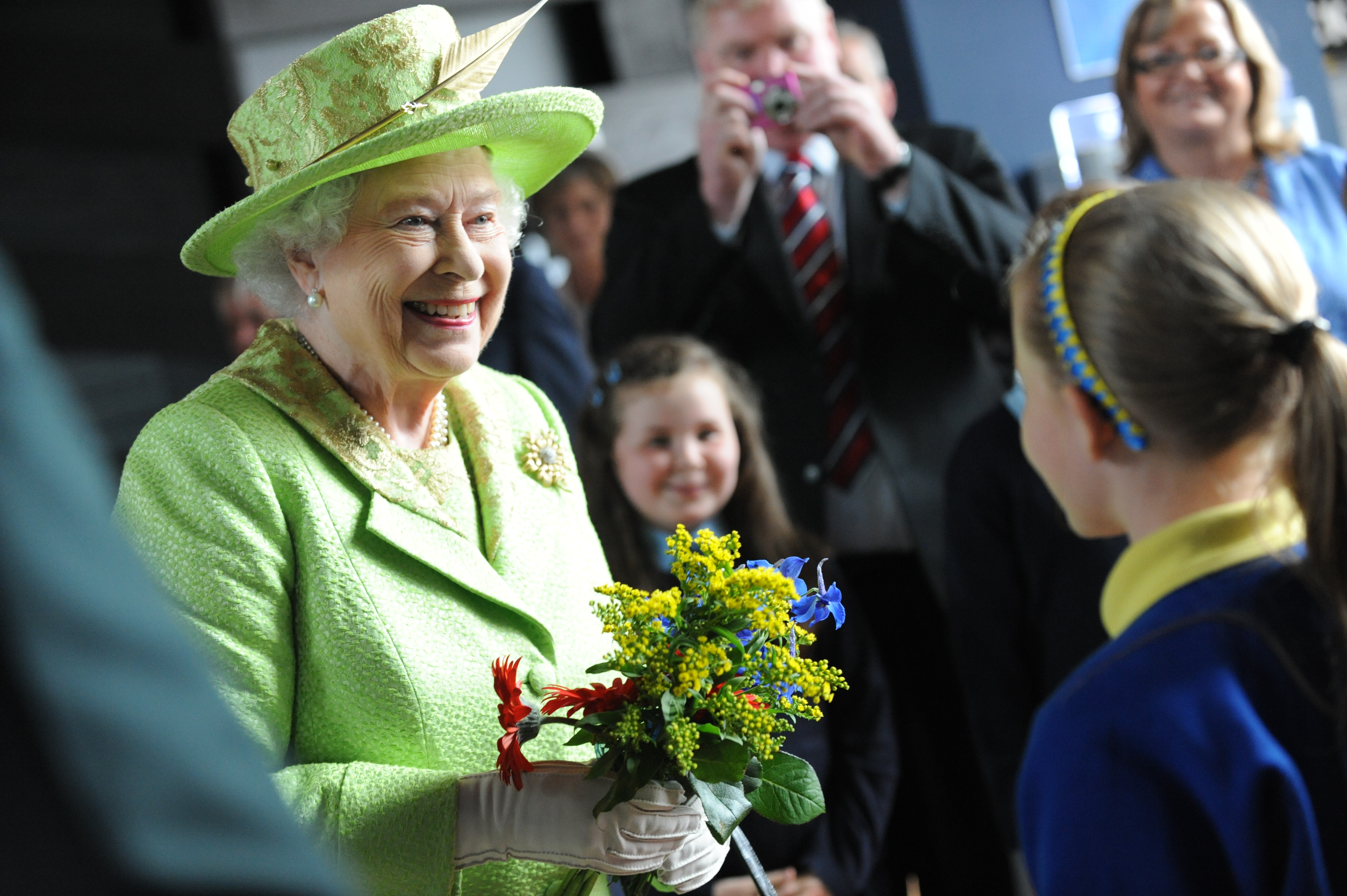
Isabel II de visita ao museu Titanic Belfast em julho de 2012

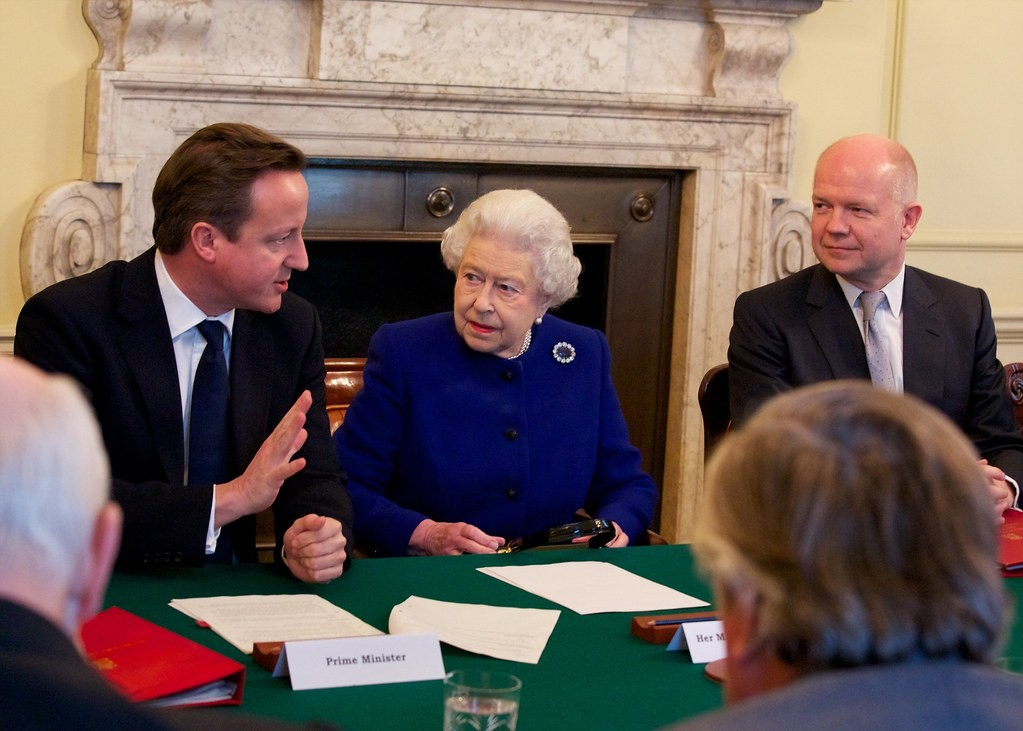
A rainha Isabel II no gabinete britânico pela primeira vez em dezembro de 2012

O Jubileu de Diamante de Isabel comemorou seus sessenta anos como rainha, com celebrações em todos os seus reinos, a ampla Commonwealth. Em uma mensagem disseminada pelo Palácio de Buckingham, ela declarou: "Neste ano especial, enquanto eu me dedico ao seu serviço novamente, espero que todos nos lembramos do poder da união e da força da família, da amizade e da boa vizinhança... Também espero que este ano do Jubileu se torne um tempo para agradecer pelos grandes avanços que foram feitos desde 1952 e olhar para o futuro com a cabeça clara e o coração quente." Isabel e seu marido realizaram uma extensa turnê no Reino Unido, enquanto seus filhos e netos embarcaram em passeios reais por toda a Commonwealth em nome da rainha. Em 4 de junho, os faróis do Jubileu foram acesos em todo o mundo. Enquanto viajava por Manchester como parte de suas celebrações do Jubileu, Isabel fez uma aparição surpresa em uma festa de casamento no Manchester Town Hall, que então ganhou as manchetes internacionais. Em novembro, Isabel e seu marido comemoraram seu aniversário de casamento de safira azul (65º). Em 18 de dezembro, ela se tornou a primeira soberana britânica a participar de uma reunião do Gabinete em tempos de paz desde Jorge III em 1781. O ministro das relações exteriores William Hague anunciou que a parte localizada no vértice do sul do território da Antártica Britânica, foi nomeado Ilhas da Rainha Isabel em sua homenagem.
A rainha abriu as Olimpíadas de Verão de 2012 em 27 de julho e as Paraolimpíadas em 29 de agosto em Londres, tornando-se a primeira chefe de Estado a abrir dois Jogos Olímpicos em dois países diferentes (ela também abriu os Jogos de 1986 em Montreal). Para os jogos de Londres, Isabel interpretou si mesma em um curta-metragem parte da cerimônia de abertura junto com Daniel Craig como James Bond. Em 4 de abril de 2013, ela recebeu um prêmio BAFTA honorário por sua patronagem à indústria do cinema, sendo chamada na cerimônia de "a mais memorável Bond girl até hoje". Isabel foi admitida no King Edward VII's Hospital Sister Agnes em 3 de março de 2013 para a avaliação como uma precaução depois de desenvolver sintomas de gastroenterite. Ela recebeu alta e voltou ao Palácio de Buckingham no dia seguinte. Por causa de sua idade avançada e a necessidade de limitar suas viagens, a rainha não compareceu ao bienal encontro dos chefes de governo da Commonwealth que ocorreu em novembro de 2013 no Sri Lanka; foi a primeira vez desde 1973 que ela não foi ao encontro. Isabel foi representada na reunião por seu filho e herdeiro, Carlos.

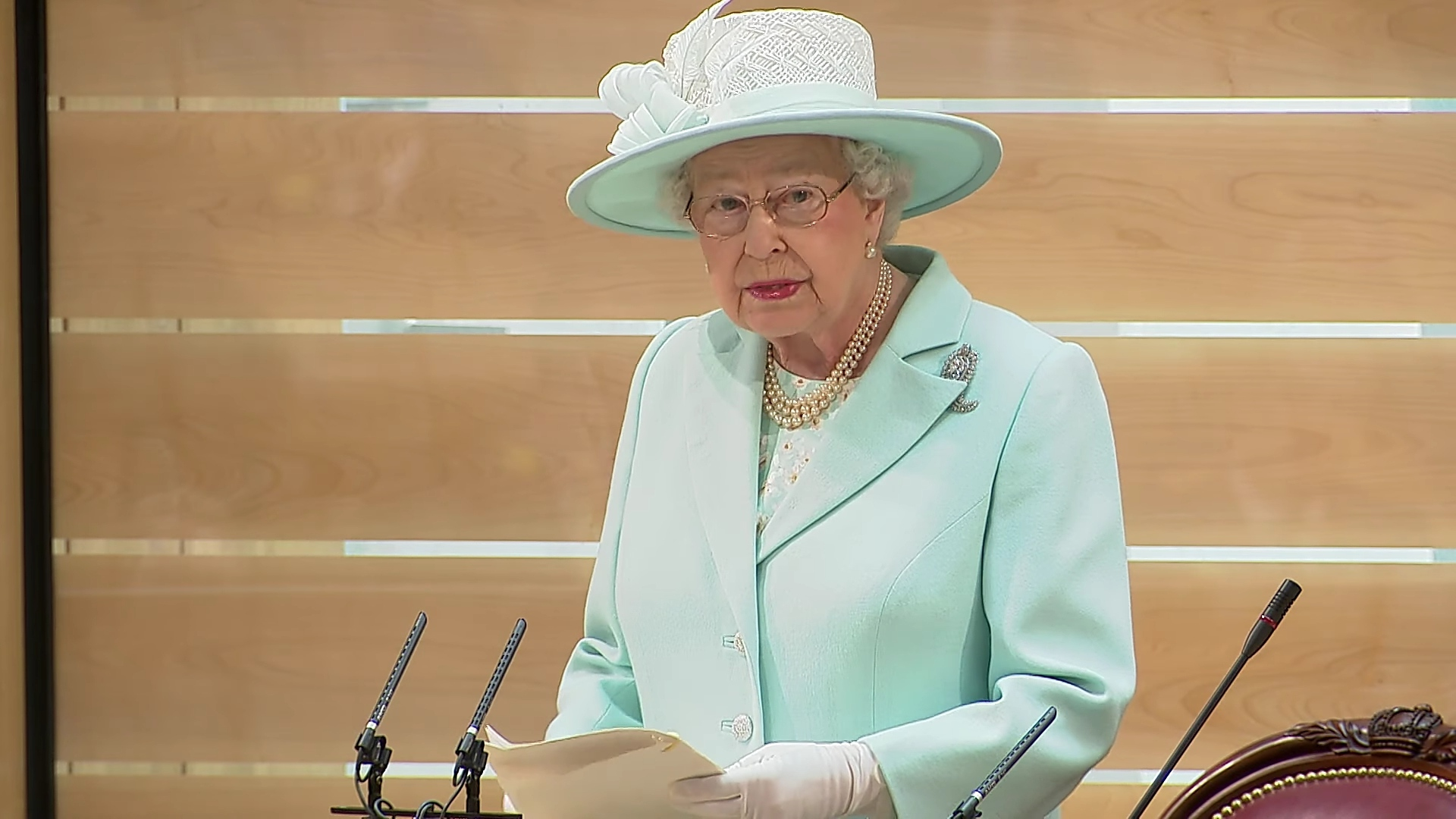
Isabel II na abertura do Parlamento Escocês, em 2 de julho de 2016

Isabel superou sua tataravó, a rainha Vitória, em número de anos de reinado em 21 de dezembro de 2007 e se tornou a monarca de maior longevidade e a de reinado mais longo na história do Reino Unido em 9 de setembro de 2015. Ela se tornou a mais antiga monarca depois que o rei Abdullah da Arábia Saudita morreu em 23 de janeiro de 2015. Mais tarde, ela se tornou a monarca e chefe de Estado mais antiga após a morte do rei Bhumibol Adulyadej da Tailândia em 13 de outubro de 2016, e a mais antiga chefe de Estado com a renúncia de Robert Mugabe do Zimbábue em 21 de novembro de 2017. Em 6 de fevereiro de 2017, ela se tornou a primeira monarca britânica a comemorar um Jubileu de Safira, e em 20 de novembro, ela foi a primeira monarca britânica a celebrar um aniversário de casamento de platina. Isabel não pretendia abdicar, apesar de que fosse esperado que a proporção de deveres oficiais realizados pelo então príncipe Carlos em nome da rainha apenas aumentasse enquanto Isabel diminuía seus compromissos. Filipe se aposentou de seus deveres oficiais como consorte da rainha em agosto de 2017.

### Pandemia de COVID-19
Em 19 de março de 2020, quando a pandemia de COVID-19 atingiu o Reino Unido, Isabel se mudou para o Castelo de Windsor e se isolou lá por precaução. Os compromissos públicos foram cancelados e o Castelo de Windsor seguiu um rigoroso protocolo sanitário apelidado de "HMS Bubble".

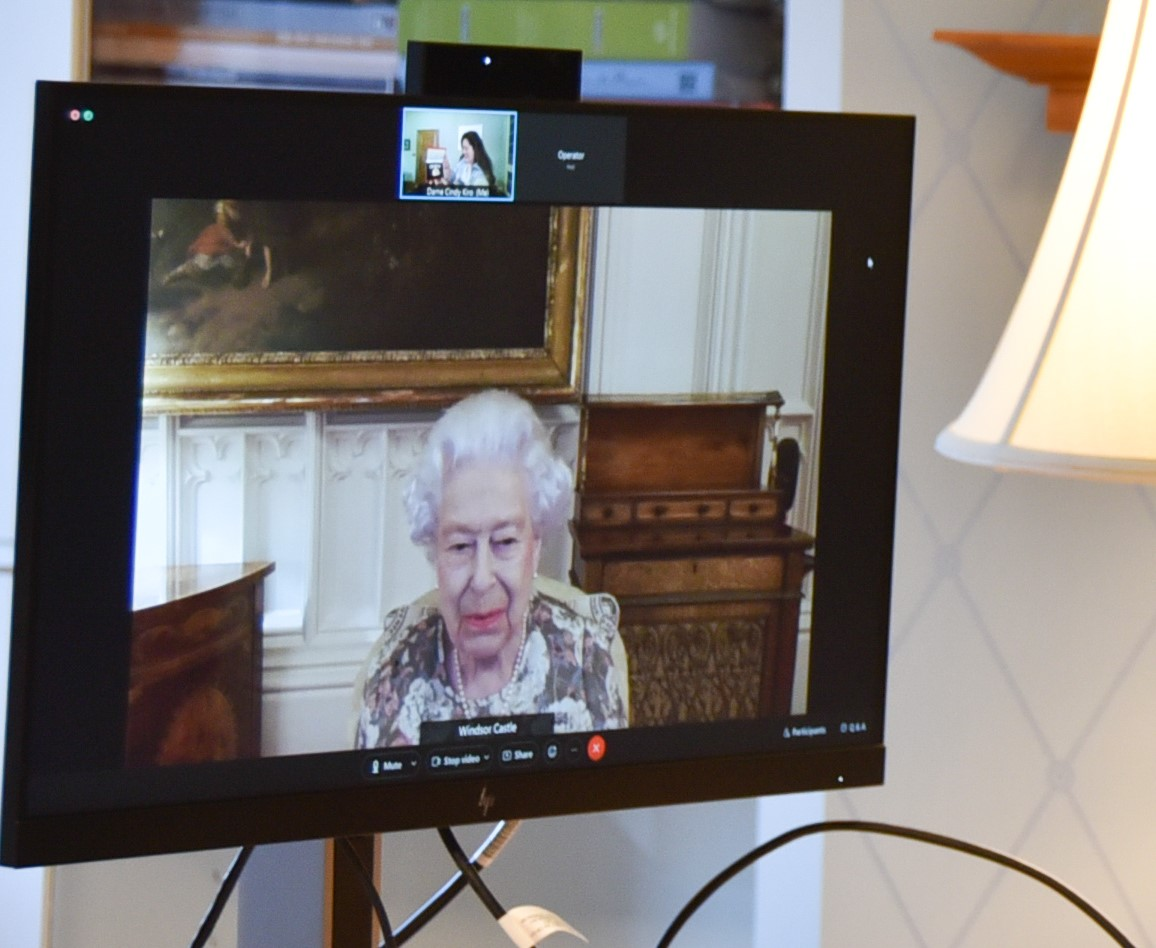
Em uma reunião virtual com Dame Cindy Kiro durante a pandemia de COVID-19

Em 5 de abril, em uma transmissão televisionada assistida por cerca de 24 milhões de telespectadores no Reino Unido, ela pediu às pessoas que "se consolassem e, embora ainda tenhamos mais a suportar, dias melhores retornarão: estaremos com nossos amigos novamente; estaremos com nossas famílias novamente; nos encontraremos novamente." Em 8 de maio, o 75º aniversário do Dia VE, em uma transmissão de televisão às 21h - o horário exato em que seu pai Jorge VI havia transmitido para a nação no mesmo dia em 1945 - ela pediu às pessoas que "nunca desistam, nunca se desesperem". Em outubro, ela visitou o Laboratório de Ciência e Tecnologia de Defesa do Reino Unido em Wiltshire, seu primeiro compromisso público desde o início da pandemia. Em 4 de novembro, ela apareceu mascarada pela primeira vez em público, durante uma peregrinação privada ao Túmulo do Guerreiro Desconhecido na Abadia de Westminster, para marcar o centenário de seu enterro. Em 2021, ela recebeu sua primeira e segunda vacina contra COVID-19 em janeiro e abril, respectivamente.
O príncipe Filipe morreu em 9 de abril de 2021, após 73 anos de casamento, tornando Isabel a primeira monarca britânica a reinar como viúva ou viúvo desde a rainha Vitória. Ela estaria ao lado da cama de seu marido quando ele morreu, e comentou em particular que sua morte "deixou um enorme vazio". Devido às restrições do COVID-19 em vigor na Inglaterra na época, Isabel sentou-se sozinha no funeral de Filipe, que evocou a simpatia de pessoas de todo o mundo. Em sua transmissão de Natal daquele ano, ela prestou uma homenagem pessoal ao seu "amado Filipe", dizendo: "Aquele brilho malicioso e inquisitivo foi tanto quanto brilhante no final como quando eu o vi pela primeira vez".

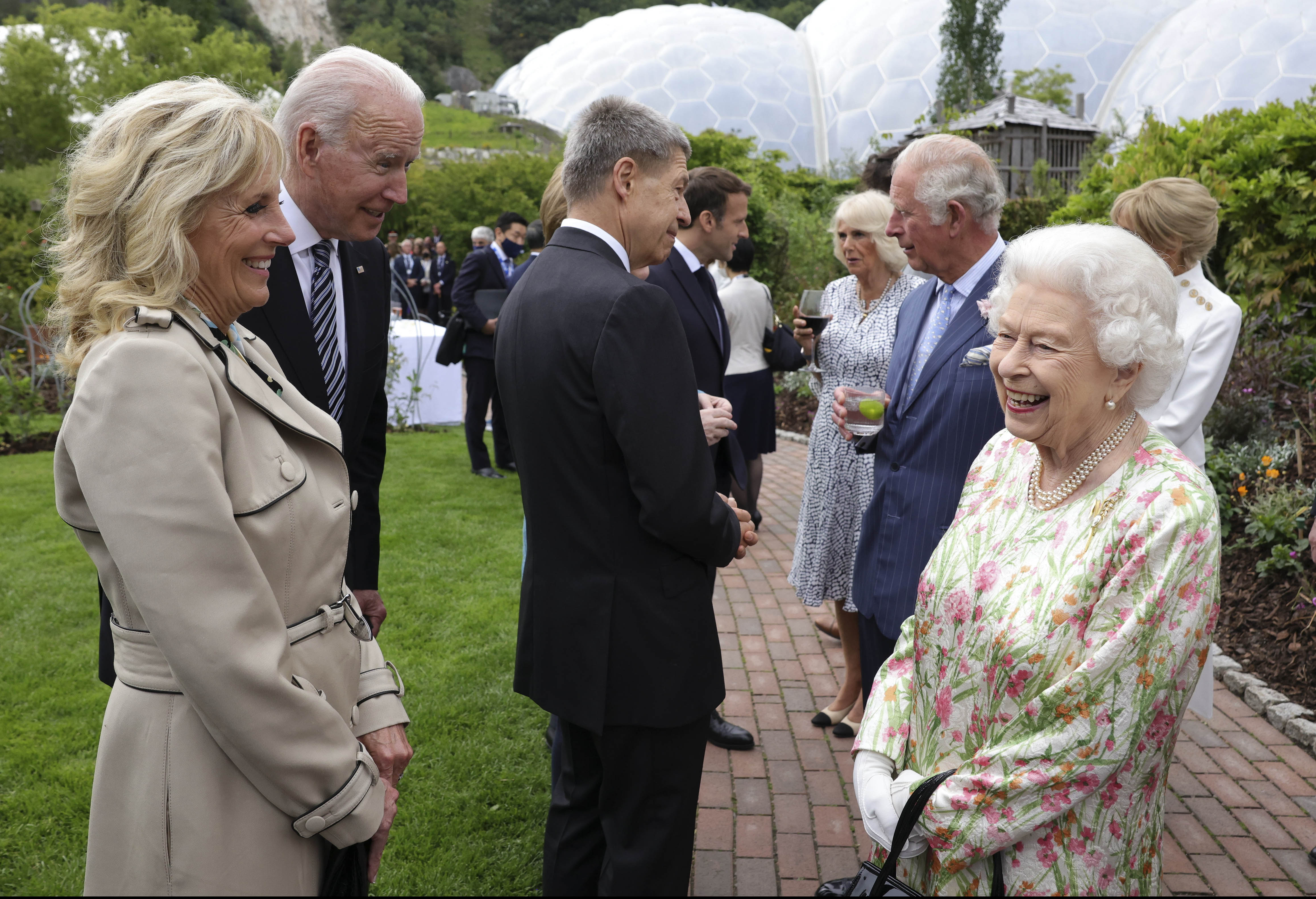
A primeira-dama Jill Biden e o presidente Joe Biden com Isabel II durante a 47ª cúpula do G7, junho de 2021

Apesar da pandemia, Isabel participou da Abertura Estadual do Parlamento de 2021 em maio, e da 47.ª reunião de cúpula do G7 em junho. Em 5 de julho, o 73º aniversário da fundação do Serviço Nacional de Saúde do Reino Unido, ela anunciou que o NHS receberá a George Cross para "reconhecer todos os funcionários do NHS, passados e presentes, em todas as disciplinas e todas as quatro nações". Em outubro de 2021, ela começou a usar uma bengala durante compromissos públicos pela primeira vez desde sua operação em 2004. Após uma noite no hospital em 20 de outubro, suas visitas previamente agendadas à Irlanda do Norte, a cúpula da COP26 em Glasgow, e o Serviço Nacional de Lembrança de 2021 foram canceladas por motivos de saúde.
No dia 25 de dezembro de 2021, um jovem de 19 anos, Jaswant Singh Chail invadiu o Castelo de Windsor, mascarado com capuz e segurando uma besta, dizendo que iria tentar matar a rainha com o objetivo de vingança. Foi capturado e encaminhado para um hospital psiquiátrico, por pouco não chegando a se encontrar com a rainha. Em 2023 foi condenado a nove anos de prisão.

### Jubileu de Platina

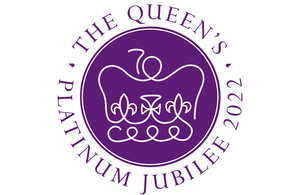
Logo oficial do Jubileu de Platina de Isabel II.

O Jubileu de Platina de Isabel II começou em 6 de fevereiro de 2022, marcando 70 anos desde que ela ascendeu ao trono após a morte de seu pai. Na véspera da data, ela realizou uma recepção na Sandringham House para aposentados, membros locais do Instituto da Mulher e voluntários de caridade. Em sua mensagem do Dia da Ascensão, Isabel renovou seu compromisso com uma vida de serviço público, que ela havia feito originalmente em 1947.
Mais tarde naquele mês, Isabel teve "sintomas leves de resfriado" e testou positivo para COVID-19, juntamente com alguns funcionários e familiares. Ela cancelou duas audiências virtuais em 22 de fevereiro, mas manteve uma conversa telefônica com o primeiro-ministro britânico Boris Johnson no dia seguinte em meio a uma crise na fronteira russo-ucraniana, após a qual ela fez uma doação para o Comitê de Emergência para Desastres (DEC) e Apelo Humanitário à Ucrânia. Em 28 de fevereiro, ela se recuperou e passou um tempo com sua família em Frogmore. Em 7 de março, Isabel conheceu o primeiro-ministro canadense Justin Trudeau no Castelo de Windsor, em seu primeiro compromisso pessoal desde o diagnóstico de COVID. Mais tarde, ela observou que a infecção por COVID "deixa a pessoa muito cansada e exausta ... Não é um bom resultado".

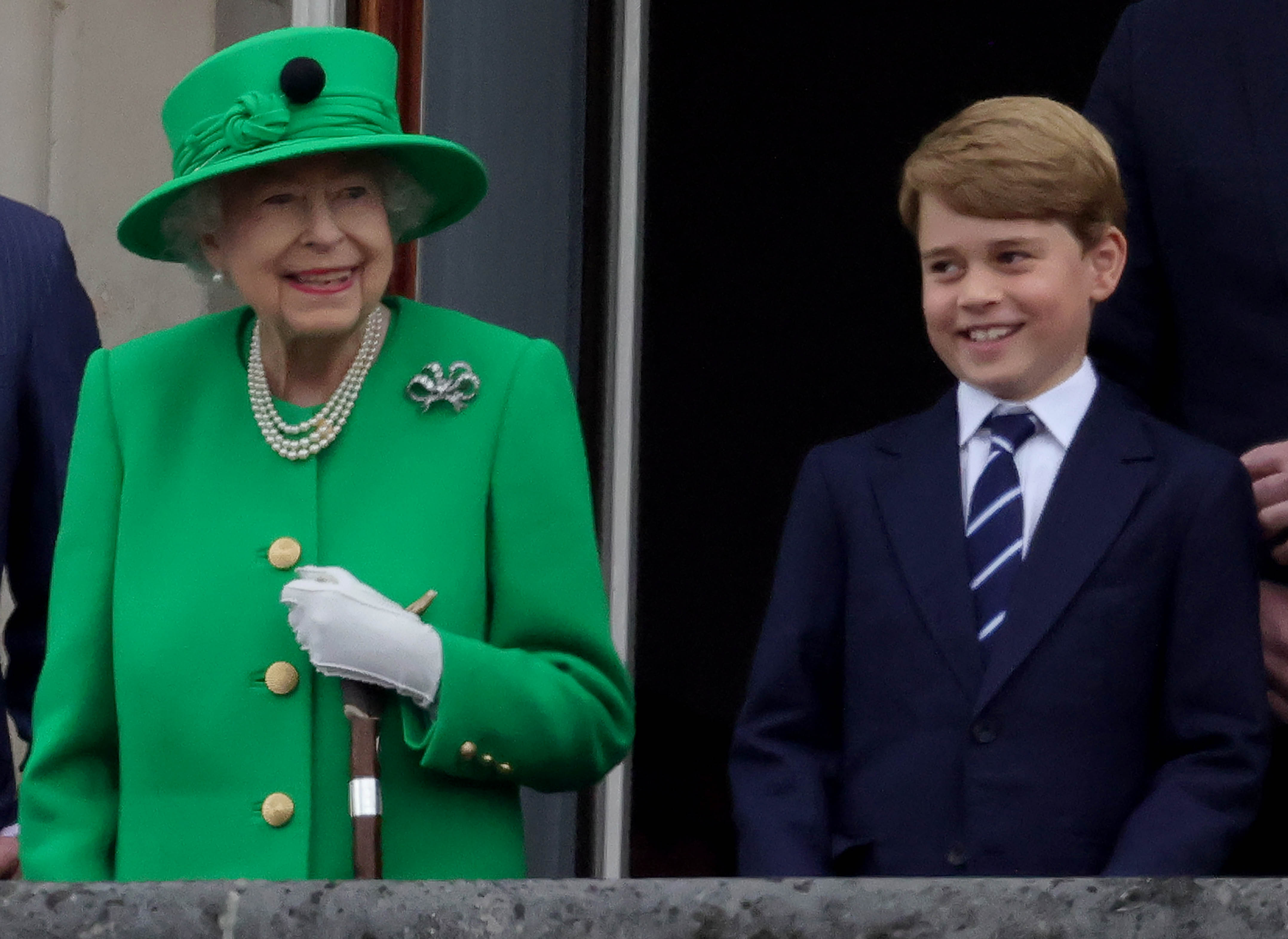
Isabel II em seu Jubileu de Platina junto com seu bisneto, Jorge de Cambridge.

Isabel esteve presente no serviço de ação de graças pelo príncipe Filipe na Abadia de Westminster em 29 de março, mas não pôde comparecer ao serviço anual do Dia da Commonwealth naquele mês ou ao serviço Royal Maundy em abril. Ela perdeu a Abertura Estadual do Parlamento em maio pela primeira vez em 59 anos. (Ela não compareceu em 1959 e 1963 porque estava grávida do príncipe André e do príncipe Eduardo, respectivamente.) Na sua ausência, o Parlamento foi aberto pelo então Príncipe de Gales e pelo então Duque de Cambridge como conselheiros de estado.
Durante as celebrações do Jubileu de Platina, Isabel foi em grande parte confinada a aparições nas sacadas e perdeu o Serviço Nacional de Ação de Graças Para o concerto do Jubileu, ela participou de um esquete com o personagem fictício Paddington Bear, que abriu o evento fora do Palácio de Buckingham. Dois dias antes de seu falecimento, em 6 de setembro de 2022, ela nomeou sua 15ª primeira-ministra britânica, Liz Truss, no Castelo de Balmoral, na Escócia. Essa nomeação foi a primeira e única vez que ela realizou fora do Palácio de Buckingham durante seu reinado.

## Morte
Em 8 de setembro de 2022, o Palácio de Buckingham anunciou que a rainha estava sob supervisão médica no Castelo de Balmoral, após os médicos expressarem preocupação. A declaração dizia: "Após uma avaliação mais aprofundada esta manhã, os médicos da rainha estão preocupados com a saúde de Sua Majestade e recomendaram que ela permaneça sob supervisão médica. A rainha permanece confortável em Balmoral". Os quatro filhos da rainha, juntamente com suas noras Camila e Sofia, assim como seus netos o príncipe Guilherme e o príncipe Henrique, viajaram para ficar com ela. Ela morreu às 15:10 no horário britânico com sua morte anunciada ao público às 18:30. A resposta à sua morte ficou conhecida como Operação London Bridge e, como ela morreu na Escócia, a Operação Unicórnio também foi posta em prática. Bandeiras em edifícios de referência na Grã-Bretanha e em toda a Commonwealth foram abaixadas a meio mastro quando o período de luto oficial foi anunciado. A causa da morte foi registrada no atestado de óbito como "velhice".

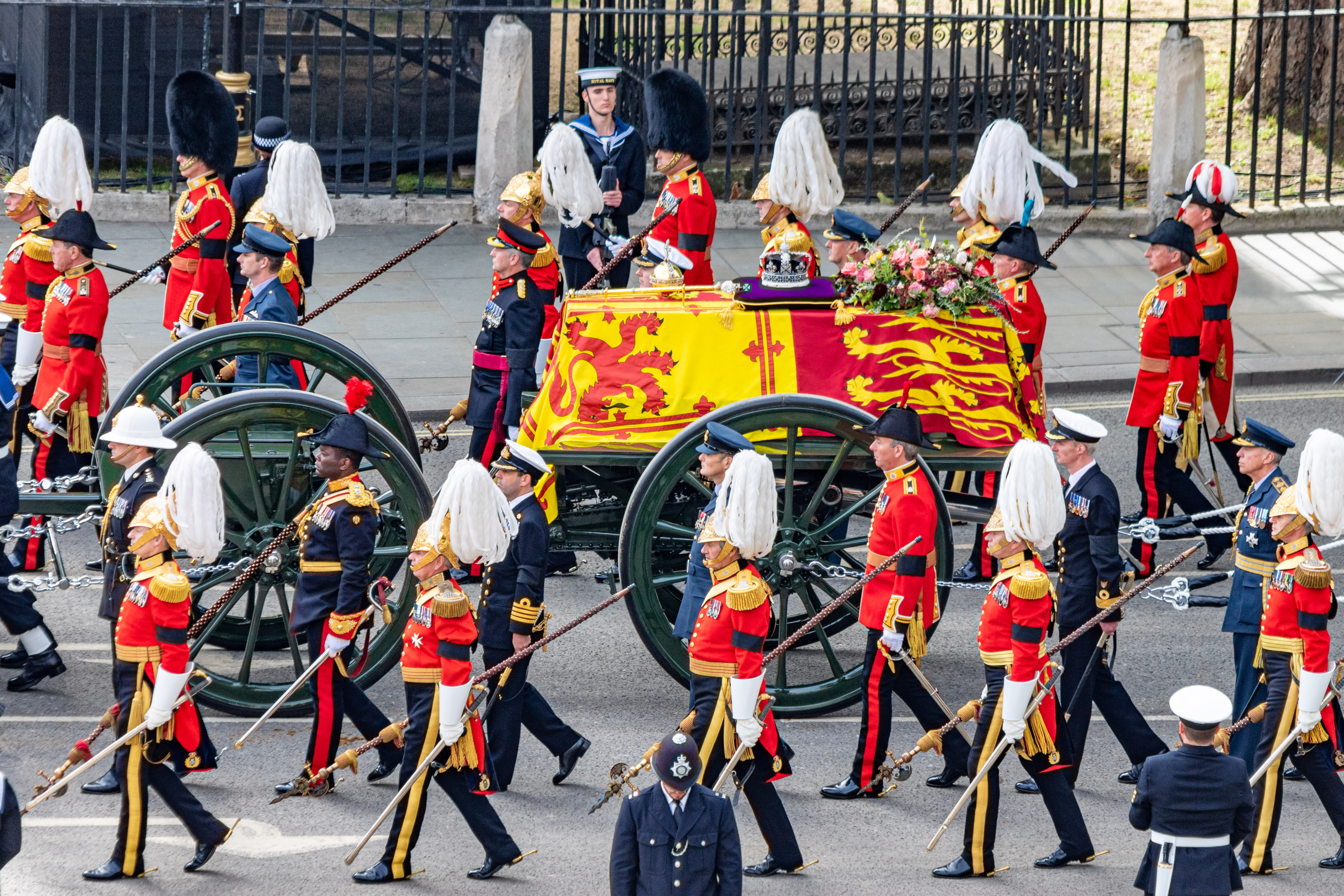
O caixão da rainha Isabel II numa carruagem da Royal Navy, durante a procissão para o Arco de Wellington, Londres.

No dia 12 de setembro, o caixão de Isabel foi carregado pela Royal Mile em uma procissão até a Catedral de Santo Egídio, onde a coroa da Escócia foi colocada nele. Seu caixão ficou em repouso na catedral por 24 horas, guardado pela Royal Company of Archers, durante as quais cerca de 33.000 pessoas passaram pelo caixão. Foi levado de avião para Londres em 13 de setembro. Em 14 de setembro, seu caixão foi levado em uma procissão militar do Palácio de Buckingham para o Westminster Central Hall, onde Isabel permaneceu por quatro dias. O caixão foi guardado por membros da Guarda do Soberano. Estima-se que 250.000 membros do público passaram pelo caixão, assim como políticos e outras figuras públicas. Em 16 de setembro, os filhos de Isbael fizeram uma vigília ao redor de seu caixão, e no dia seguinte seus oito netos fizeram o mesmo.
O funeral de estado de Isabel foi realizado na Abadia de Westminster em 19 de setembro, que marcou a primeira vez que o serviço fúnebre de um monarca foi realizado na Abadia desde Jorge II em 1760. Mais de um milhão de pessoas lotaram as ruas do centro de Londres, e o dia foi declarado feriado em vários países da Commonwealth. Em Windsor, ocorreu uma procissão final envolvendo 1.000 militares, que foi testemunhada por 97.000 pessoas O pônei de Isbael e dois corgis reais estavam ao lado da procissão. Depois de um serviço de compromisso na Capela de São Jorge, Castelo de Windsor, Isabel foi enterrada ao lado de seu marido Filipe na Capela Memorial do Rei Jorge VI mais tarde no mesmo dia em uma cerimônia privada com a presença de seus familiares mais próximos

## Legado

### Crenças, atividades e interesses
Uma vez que Isabel raramente concedia entrevistas, pouco se sabe sobre as suas opiniões pessoais. Como monarca constitucional, não expressava as suas próprias opiniões políticas de maneira pública. A rainha tinha um grande sentimento de dever cívico e religioso e levava muito a sério o juramento da coroação. Além do papel religioso oficial como Governadora Suprema da estabelecida Igreja Anglicana, Isabel cultuava pessoalmente tanto com essa igreja, como com a Igreja da Escócia. Isabel demonstrou apoio a diálogos inter-religiosos com líderes de outras igrejas e religiões, incluindo cinco papas: Pio XII, João XXIII, João Paulo II, Bento XVI e Francisco. Uma nota pessoal sobre a sua fé frequentemente aparecia nas suas transmissões anuais da Mensagem Real de Natal para toda a Commonwealth, como em 2000, quando falou sobre a significância teológica do milênio marcando o 2 000º aniversário do nascimento de Jesus Cristo:
| “ | Para muitos de nós, nossas crenças são de importância fundamental. Para mim, os ensinamentos de Cristo e minha própria responsabilidade pessoal diante de Deus fornecem uma estrutura em que tento levar a minha vida. Eu, como muitos de vocês, alcancei grande conforto em tempos difíceis a partir das palavras e exemplos de Cristo. | ” |

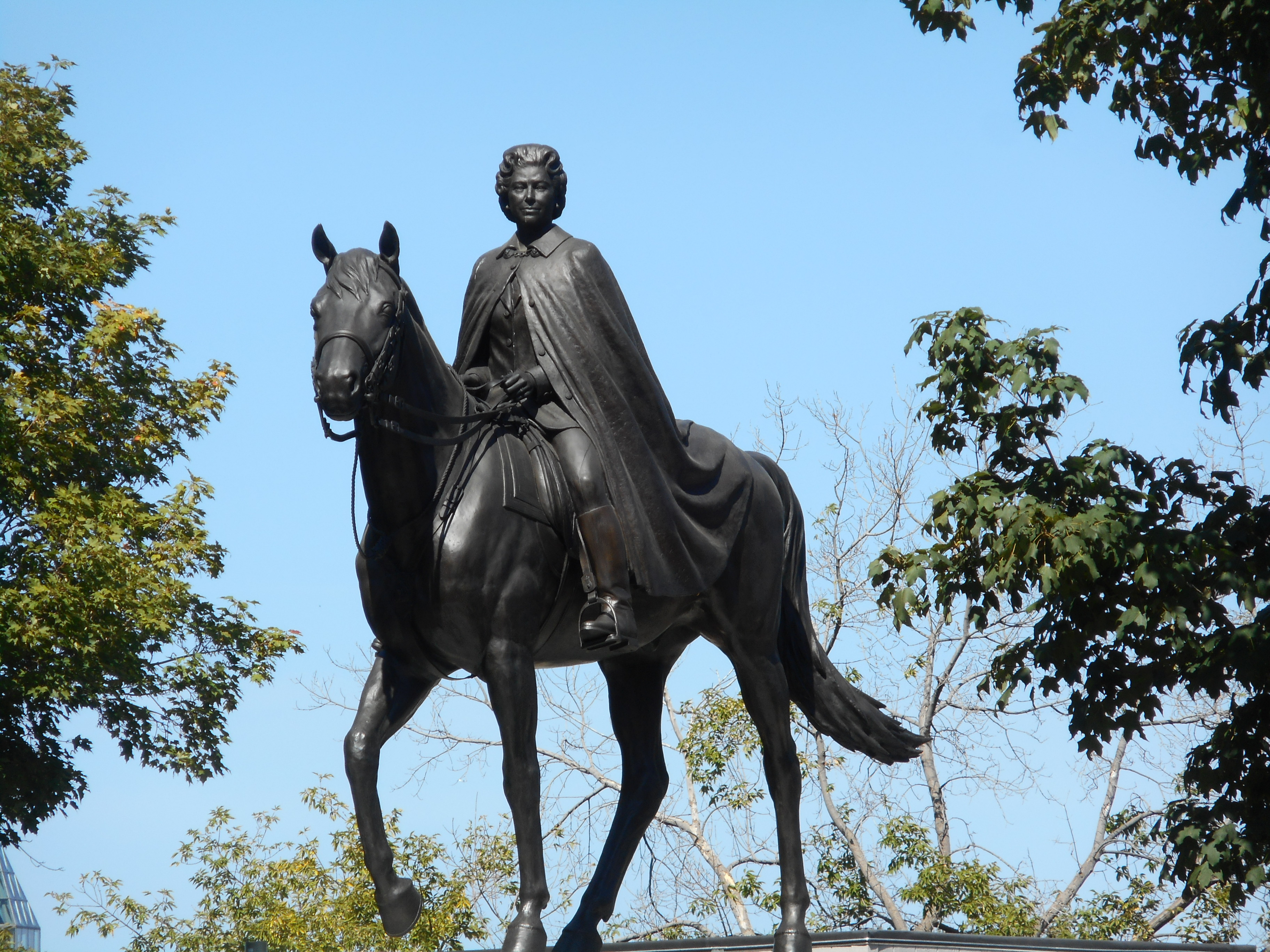
Estátua de Isabel II a cavalo em Ottawa, Canadá

A rainha era patrona de mais de seiscentas organizações e instituições de caridade. Os seus principais interesses de lazer incluíam equitação e cachorros, especialmente os seus welsh corgis pembroke. O seu amor por corgis começou em 1933, com Dookie, o primeiro corgi pertencente à sua família. Foram ocasionalmente testemunhadas cenas de uma vida caseira relaxada e informal; Isabel e a sua família costumavam preparar de tempos a tempos um almoço juntos.

### Representação da mídia e opinião pública

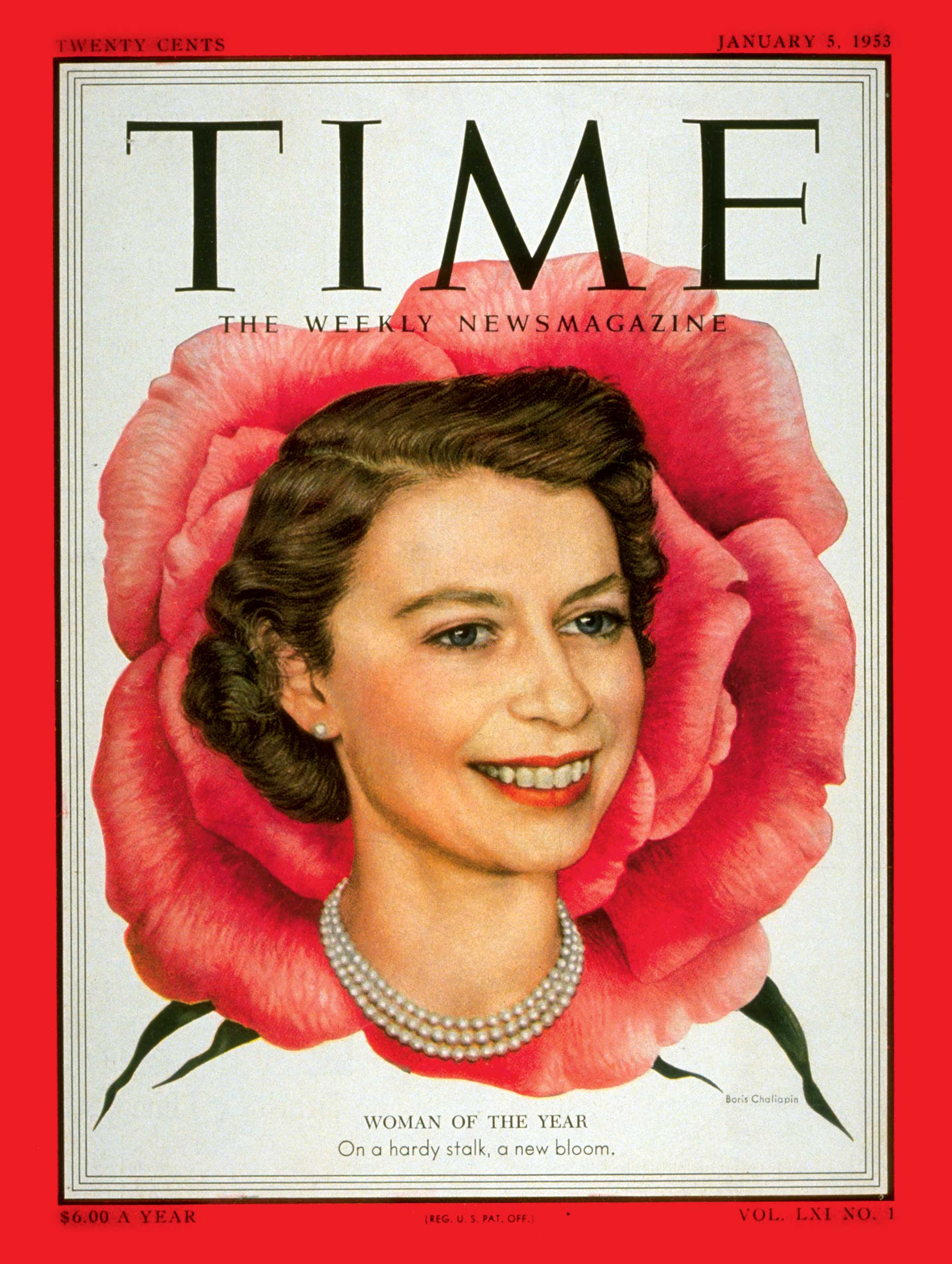
Isabel II na capa da Time, 1953

Na década de 1950, como uma jovem mulher no início de seu reinado, Isabel era representada como uma glamorosa "rainha de conto de fadas". Depois dos traumas da guerra, era uma época de esperanças, um período de progresso e realizações anunciando uma "nova era Isabelina". A acusação de lorde John Grigg, 2.º Barão Altrincham, de que os seus discursos soavam como os de uma "pedante colegial" foi uma rara crítica. Foram feitas tentativas no final da década de 1960 para retratar uma imagem mais moderna da monarquia através do documentário televisivo Royal Family, e da transmissão da investidura de Carlos como Príncipe de Gales. Em público, Isabel passou a usar sobretudos de cores sólidas e chapéus decorativos, permitindo que fosse vista facilmente em multidões.

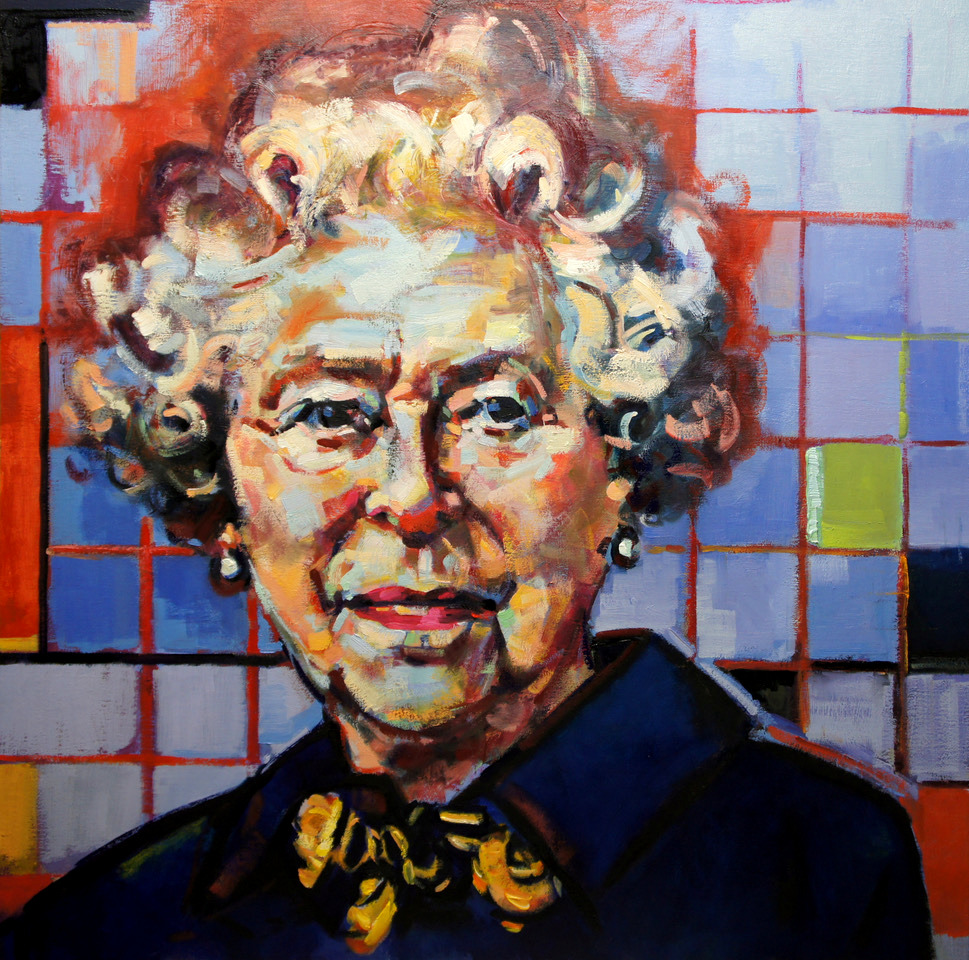
Pintura de arte moderna da rainha Isabel II por Lorena Ziraldo, 2014

No seu Jubileu de Prata, as multidões e celebrações estavam genuinamente entusiásticas. No entanto, ao longo da década de 1980, aumentaram as críticas contra a família real, ao mesmo tempo que as vidas pessoais de Isabel e seus filhos passaram a ser escrutinadas pelos média. A sua popularidade chegou ao ponto mais baixo na década de 1990. Sob pressão da opinião pública, a rainha passou a pagar imposto sobre o rendimento pela primeira vez, e o Palácio de Buckingham foi aberto ao público. Embora o apoio ao republicanismo na Grã-Bretanha parecesse mais alto do que em qualquer momento, a ideologia republicana ainda era um ponto de vista minoritário e a própria Isabel II tinha altos índices de aprovação. O descontentamento com a monarquia alcançou o ponto mais alto com a morte de Diana, Princesa de Gales, embora a popularidade pessoal de Elizabeth — bem como o apoio geral à monarquia — tenha se recuperado após sua transmissão ao vivo pela televisão para o mundo cinco dias após a morte de Diana.
Um referendo feito em novembro de 1999, na Austrália, sobre o futuro da monarquia australiana foi a favor de sua retenção, ao invés de um chefe de estado eleito indiretamente. Sondagens no Reino Unido em 2006 e 2007 revelaram grande apoio a Isabel, e referendos no Tuvalu em 2008 e São Vicente e Granadinas em 2009 recusaram propostas para tornarem-se repúblicas.
Pesquisas no Reino Unido em 2006 e 2007 revelaram forte apoio à monarquia, e em 2012, ano do Jubileu de Diamante de Isabel, seus índices de aprovação atingiram 90%. Sua família voltou a ser escrutinada nos últimos anos de sua vida devido à associação de seu filho André com criminosos sexuais condenados Jeffrey Epstein e Ghislaine Maxwell, seu processo com Virginia Giuffre em meio a acusações de impropriedade sexual e a saída de seu neto Henrique e sua esposa Meghan da monarquia e subsequente a mudança deles para os Estados Unidos. Embora não seja tão universal quanto antes, várias pesquisas sugeriram que a popularidade da monarquia permaneceu alta no Reino Unido durante o Jubileu de Platina, com a popularidade pessoal de Isabel permanecendo particularmente forte. A partir de 2021, ela permaneceu a terceira mulher mais admirada do mundo de acordo com a pesquisa anual Gallup, suas 52 aparições na lista significando que ela estava entre as dez mais do que qualquer outra mulher na história da pesquisa.
Isabel foi retratada durante o seu reinado em vários meios por muitos artistas notáveis, incluindo os pintores Lucian Freud, Peter Blake, Juliet Pannett, Chinwe Chukwuogo-Roy, Terence Cuneo, Tai-Shan Schierenberg e Pietro Annigoni. Fotógrafos notáveis que retrataram a rainha incluem Cecil Beaton, Yousuf Karsh, Patrick Anson, 5.º Conde de Lichfield, Terry O'Neil, Annie Leibovitz e John Swannell. O seu primeiro retrato oficial foi da autoria de Marcus Adams.

### Finanças

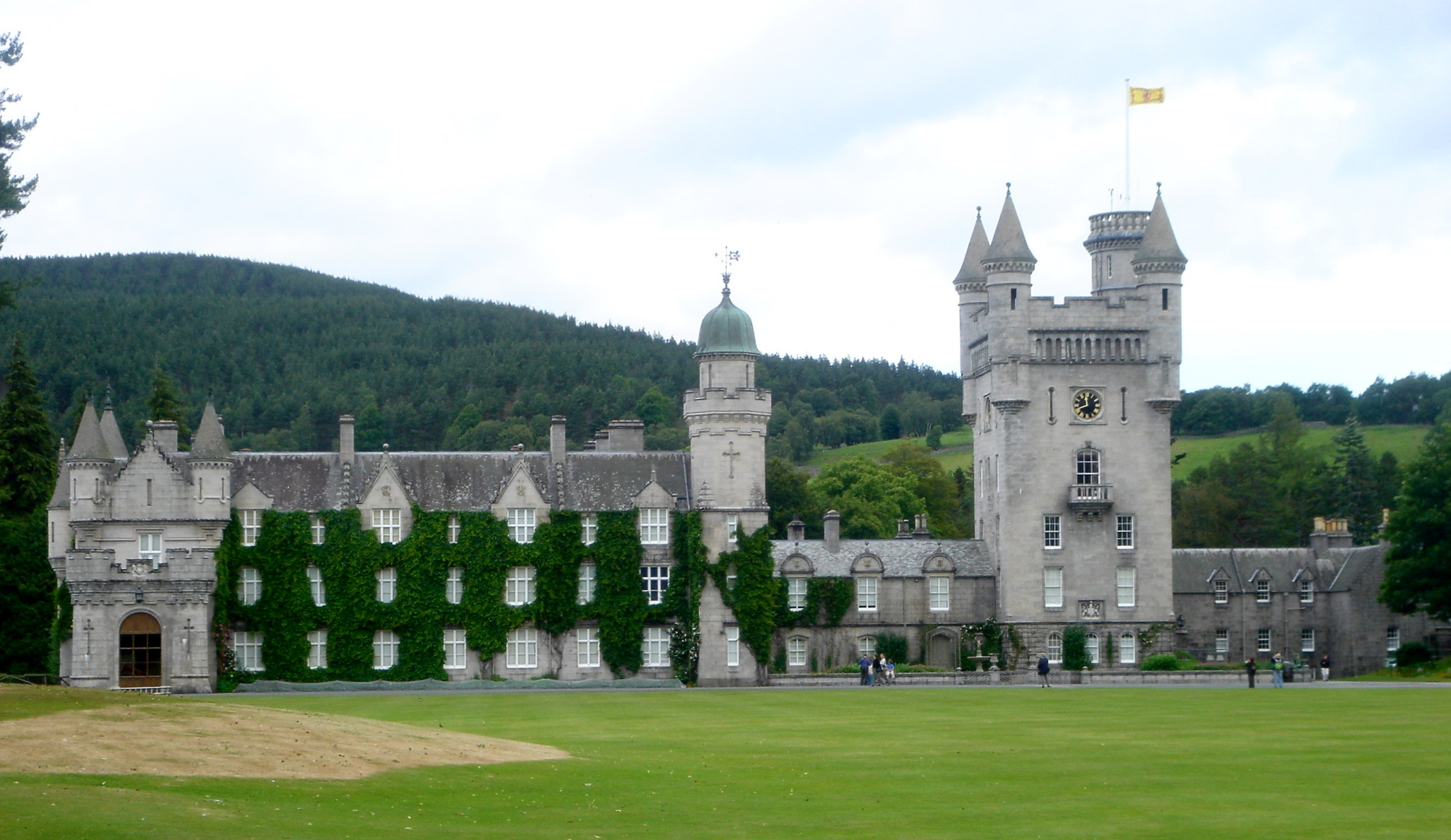
O Castelo de Balmoral foi a residência particular de Isabel na Escócia, e local de sua morte.

A fortuna pessoal de Isabel tem sido alvo de especulações há anos. A revista Forbes já estimou o seu património líquido em cerca de 450 milhões de dólares em 2010. No entanto, declarações oficiais do Palácio de Buckingham em 1993 afirmaram que estimativas de cem milhões de libras são "muito exageradas". Jock Colville, antigo secretário particular e antigo diretor do banco da rainha, o Coutts, estimou a sua fortuna em 1971 em dois milhões de libras, equivalente a por volta de 24 milhões nos dias atuais. A Royal Collection, que inclui obras de arte e as Joias da Coroa, não é propriedade pessoal de Isabel, sendo mantida em fideicomisso, assim como os palácios ocupados, como o Palácio de Buckingham e o Castelo de Windsor, além do Ducado de Lencastre, uma carteira de imóveis de valor estimado em 429 milhões de libras em 2013. A Casa Sandringham e o Castelo de Balmoral são propriedades pessoais da rainha. As Propriedades da Coroa britânica — com arrendamentos de 7,3 bilhões de libras em 2011 — são mantidos em fideicomisso e não podem ser vendidos ou mantidos por Isabel pessoalmente.

### Viagens
Isabel II foi a chefe de estado mais viajada de toda a história. Visitou 110 países, quase sempre como soberana do Reino Unido, e pelo menos em duas ocasiões também como Rainha do Canadá, em 1957 e 1959, ambas tendo por destino os Estados Unidos, onde foi recebida pelo presidente Eisenhower. A rainha não tinha passaporte, uma vez que o documento é requerido em nome de Sua Majestade, logo sendo desnecessário que a rainha tenha um em sua posse. A primeira viagem internacional como monarca foi em novembro de 1953, uma visita de dois dias ao Panamá, e a última foi em junho de 2015, quando esteve três dias na Alemanha, delegando esta tarefa depois no filho Carlos. O país mais visitado pela monarca foi o Canadá, onde fez 22 visitas oficiais, acompanhada pelo marido, Filipe, Duque de Edimburgo ou pela filha, a princesa Ana. Isabel II visitou Portugal por duas vezes. Na primeira, em 1957, durou quatro dias e o anfitrião foi Francisco Craveiro Lopes. Em 1985, esteve no país durante 5 dias, sendo recebida por António Ramalho Eanes.

## Títulos, estilos e brasões

Monograma real de Isabel II

### Títulos e estilos
- 21 de abril de 1926 – 11 de dezembro de 1936: "Sua Alteza Real, a princesa Isabel de Iorque"
- 11 de dezembro de 1936 – 20 de novembro de 1947: "Sua Alteza Real, a princesa Isabel"
- 20 de novembro de 1947 – 6 de fevereiro de 1952: "Sua Alteza Real, a princesa Isabel, Duquesa de Edimburgo"
- 6 de fevereiro de 1952 – 8 de setembro de 2022: "Sua Majestade, a Rainha"

Isabel mantinha vários títulos e posições honorárias por toda Commonwealth, era soberana de muitas ordens e recebeu honrarias e prémios por todo o mundo. Em cada um dos seus reinos possuía um título distinto que seguia a mesma fórmula: "Rainha da Jamaica e de Seus Outros Reinos e Territórios" na Jamaica, "Rainha da Austrália e de Seus Outros Reinos e Territórios" na Austrália, e assim por diante. Nas Ilhas do Canal e na Ilha de Man, que são Dependências da Coroa Britânica e não reinos separados, era conhecida como Duque da Normandia e Lorde de Man, respectivamente. Outros estilos incluíam Defensora da Fé e Duque de Lencastre. Ao conversar com a rainha, a prática era inicialmente se dirigir a ela como Your Majesty ("Vossa Majestade") e depois como Ma'am.

### Brasões
De 21 de abril de 1944 até sua ascensão, o brasão de Isabel consistia em um losango com o brasão real de armas do Reino Unido diferenciado por um lambel de três pés, o pé central tendo a Rosa de Tudor e o primeiro e terceiro tendo a Cruz de São Jorge. Ao ascender ao trono, herdou o brasão de seu pai; esquartelado, I e IV goles, três leões passant guardant or em pala (pela Inglaterra); II or, um leão rampant dentro de um treassure flory-contra-flory goles (pela Escócia); III Azure, uma harpa or com cordas argente (pela Irlanda). Na Escócia, os quarteis I e IV são ocupados pelo leão escocês e o quartel II pelos leões ingleses. Os timbres, lemas e suportes também são diferentes na Escócia. Isabel também possuía estandartes reais e bandeiras pessoais para uso no Reino Unido, Canadá, Austrália, Nova Zelândia, Jamaica, Bahamas e outros.
| Brasão de Isabel como princesa (1944–1947) | Brasão de Isabel como Duquesa de Edimburgo (1947–1952) | Brasão de Isabel II como Rainha do Reino Unido (1952–2022) | Brasão de Isabel II na Escócia (1952–2022) | Terceiro brasão de Isabel II no Canadá (1994–2022) |

## Descendência
Durante a sua vida, Isabel II teve quatro filhos, oito netos e doze bisnetos.
| Imagem                 | Nome                        | Nascimento              | Casamento                                              | Casamento        | Filhos                                                 |
| Imagem                 | Nome                        | Nascimento              | Data                                                   | Cônjuge          | Filhos                                                 |
| ---------------------- | --------------------------- | ----------------------- | ------------------------------------------------------ | ---------------- | ------------------------------------------------------ |
|                        | Carlos III do Reino Unido   | 14 de novembro de 1948  | 29 de julho de 1981 Divórcio em 28 de agosto de 1996   | Diana Spencer    | Guilherme, Príncipe de Gales Henrique, Duque de Sussex |
| 9 de abril de 2005     | Carlos III do Reino Unido   | 14 de novembro de 1948  | Camila Shand                                           |                  |                                                        |
|                        | Ana, Princesa Real          | 15 de agosto de 1950    | 14 de novembro de 1973 Divórcio em 28 de abril de 1992 | Mark Phillips    | Peter Phillips Zara Phillips                           |
| 12 de dezembro de 1992 | Ana, Princesa Real          | 15 de agosto de 1950    | Timothy Laurence                                       |                  |                                                        |
|                        | André, Duque de Iorque      | 19 de fevereiro de 1960 | 23 de julho de 1986 Divórcio em 30 de maio de 1996     | Sara Ferguson    | Beatriz de Iorque Eugênia de Iorque                    |
|                        | Eduardo, Duque de Edimburgo | 10 de março de 1964     | 19 de junho de 1999                                    | Sofia Rhys-Jones | Luísa Windsor Jaime, Conde de Wessex                   |